# Österreich 2023
Dieser Artikel listet Ereignisse des Jahres 2023 in Österreich auf.

## Allgemein
- 09. Jänner: Franz Essl wird vom Klub der Bildungs- und Wissenschaftsjournalisten zum österreichischen Wissenschafter des Jahres 2022 gewählt.[1][2]
- 16. Februar: Erstmals seit Beginn der COVID-19-Pandemie in Österreich findet der Wiener Opernball wieder statt

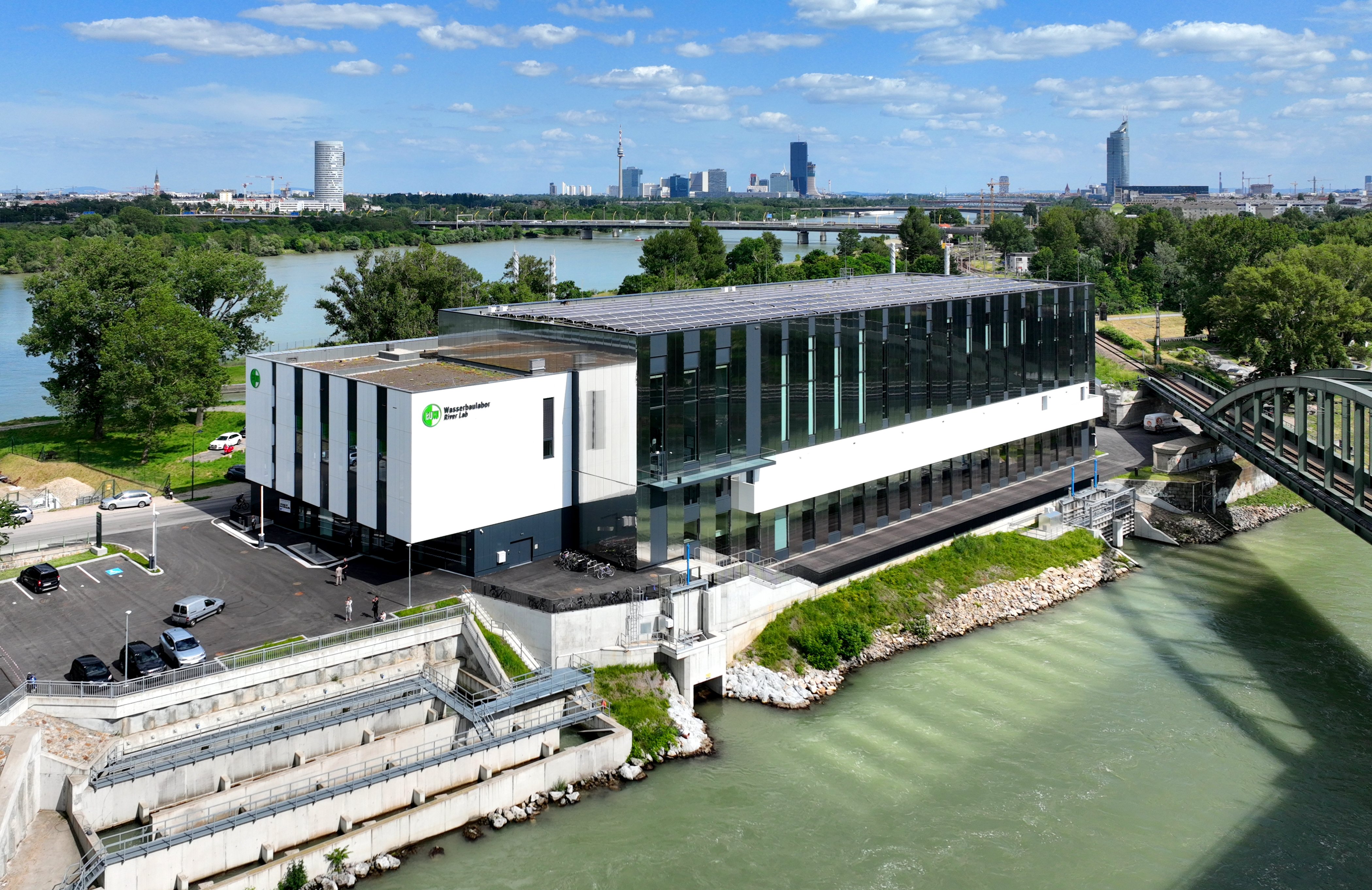
Wasserbaulabor der BOKU

- 12. Juni: Eröffnung des Wasserbaulabors der Universität für Bodenkultur Wien
- 28. Juni bis 2. Juli: Ingeborg-Bachmann-Preis 2023
- August: Unwetter in Österreich und Slowenien 2023
- Sommer: Mordserie und Körperverletzung Obdachloser in Wien 2023
- 6. November: Verleihung des Österreichischen Buchpreises. Ausgezeichnet wird Monde vor der Landung von Clemens Setz; der Debütpreis geht an Drama von Arad Dabiri.[3]

### Google-Suchbegriffe des Jahres 2023 in Österreich
- Internationale Schlagzeilen: Krieg in Israel und Gaza, Erdbeben Türkei, Ukraine News[4]
- Aufreger: Rammstein, Florian Teichtmeister, American Staffordshire Terrier, Nehammer Video (Platz 8), SPÖ Mitgliederbefragung (Platz 10)
- Österreicher des Jahres: Dominic Thiem, RAF Camora, Sebastian Ofner, Toni Gabalier, Andreas Babler, Amira Pocher, Richard Lugner, Hans Peter Doskozil, Missy May, Rene Benko
- Internationale Persönlichkeiten Jane Fonda, Jürgen Drews, Taylor Swift
- Abschiede: Tina Turner, Matthew Perry
- Wirtschaft: Black Friday, Klimabonus, OpenAI, Kika-Leiner (Platz sechs), Signa (Platz neun)
- Klima, Natur und Umwelt: Hohe Hitzewarnung
- Technik: ChatGPT
- Sport: Tennisturniere Wimbledon und US Open[4]

## Politik

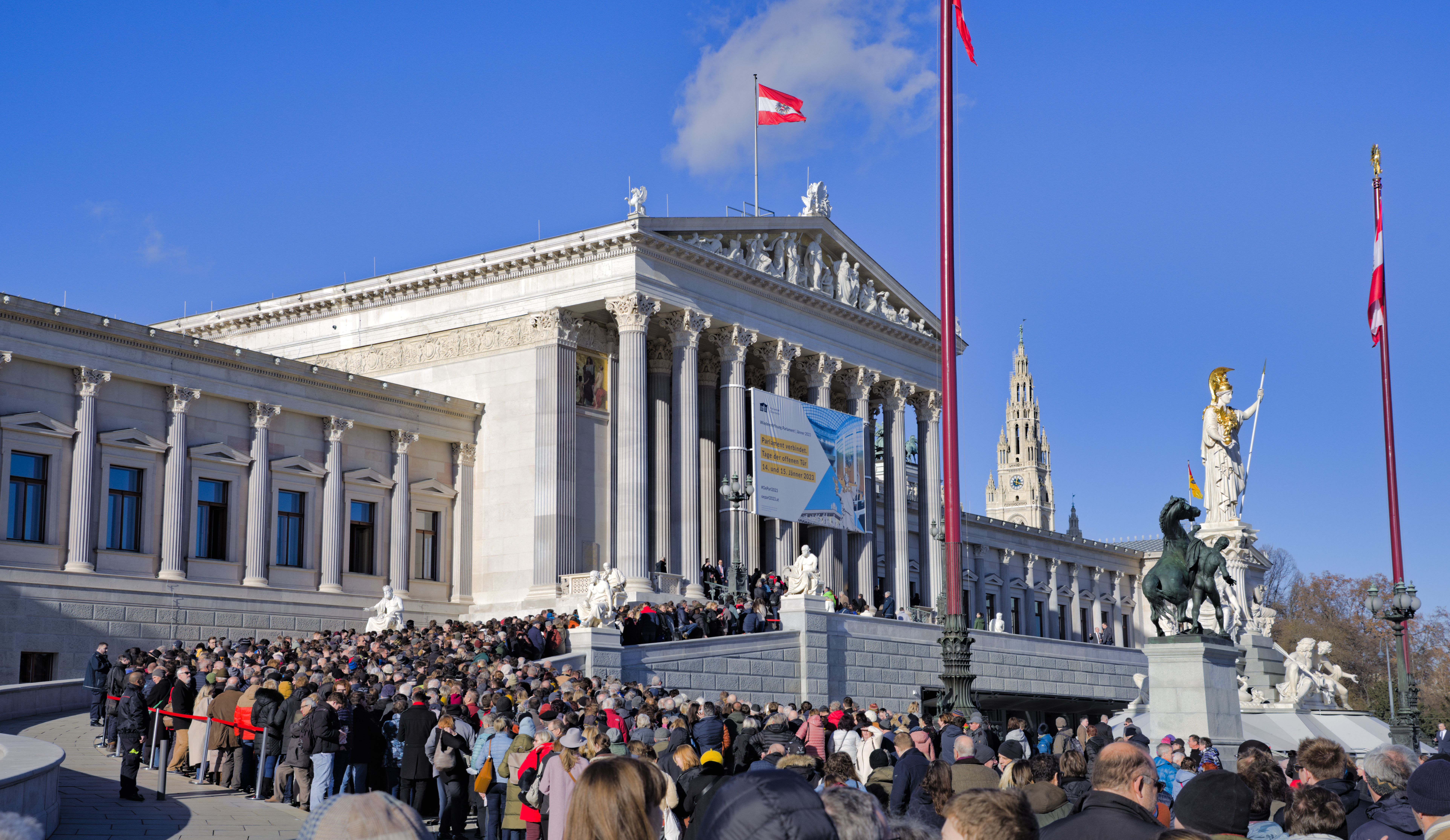
Warteschlange am Tag der offenen Tür nach der Generalsanierung

- 12. Jänner: Wiedereröffnung des Parlamentsgebäudes nach der Generalsanierung
- 26. Jänner: Angelobung von Bundespräsident Alexander Van der Bellen in der Bundesversammlung.
- 23. März: Nach der Landtagswahl in Niederösterreich 2023 findet die konstituierende Sitzung der XX. Gesetzgebungsperiode mit Wahl der Landesregierung Mikl-Leitner III statt.

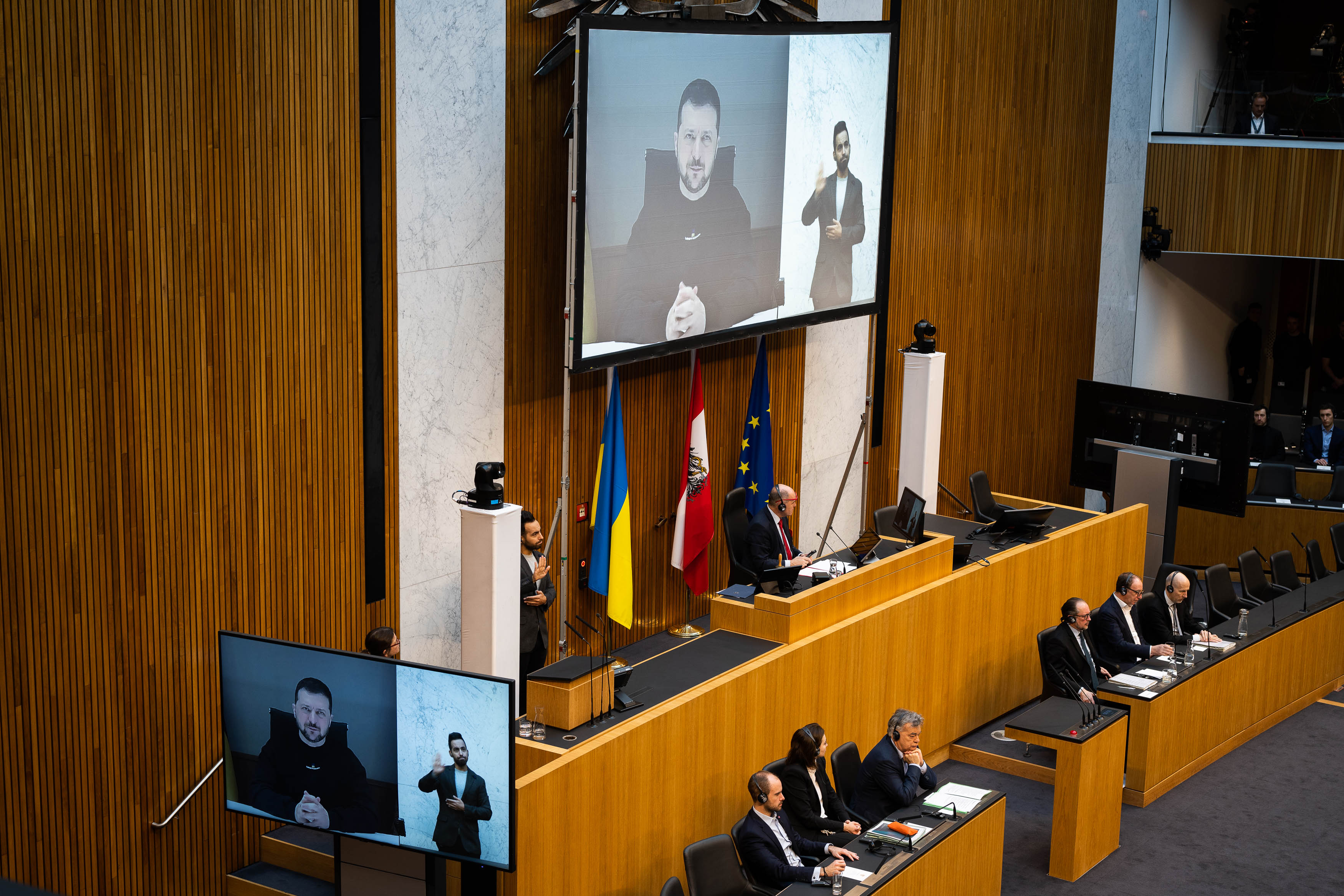
Nationalratssitzung am 30. März 2023, Rede des ukrainischen Präsidenten Wolodymyr Selenskyj

- 30. März: Im österreichischen Nationalrat wird eine Rede des ukrainischen Präsidenten Wolodymyr Selenskyj per Video übertragen.[5]
- 13. April: Nach der Landtagswahl in Kärnten 2023 findet die konstituierende Sitzung der 33. Gesetzgebungsperiode mit Wahl der Landesregierung Kaiser III statt.
- 24. April bis 10. Mai: SPÖ-Mitgliederbefragung 2023
- 3. Juni: Wahl zum SPÖ-Parteivorsitz 2023

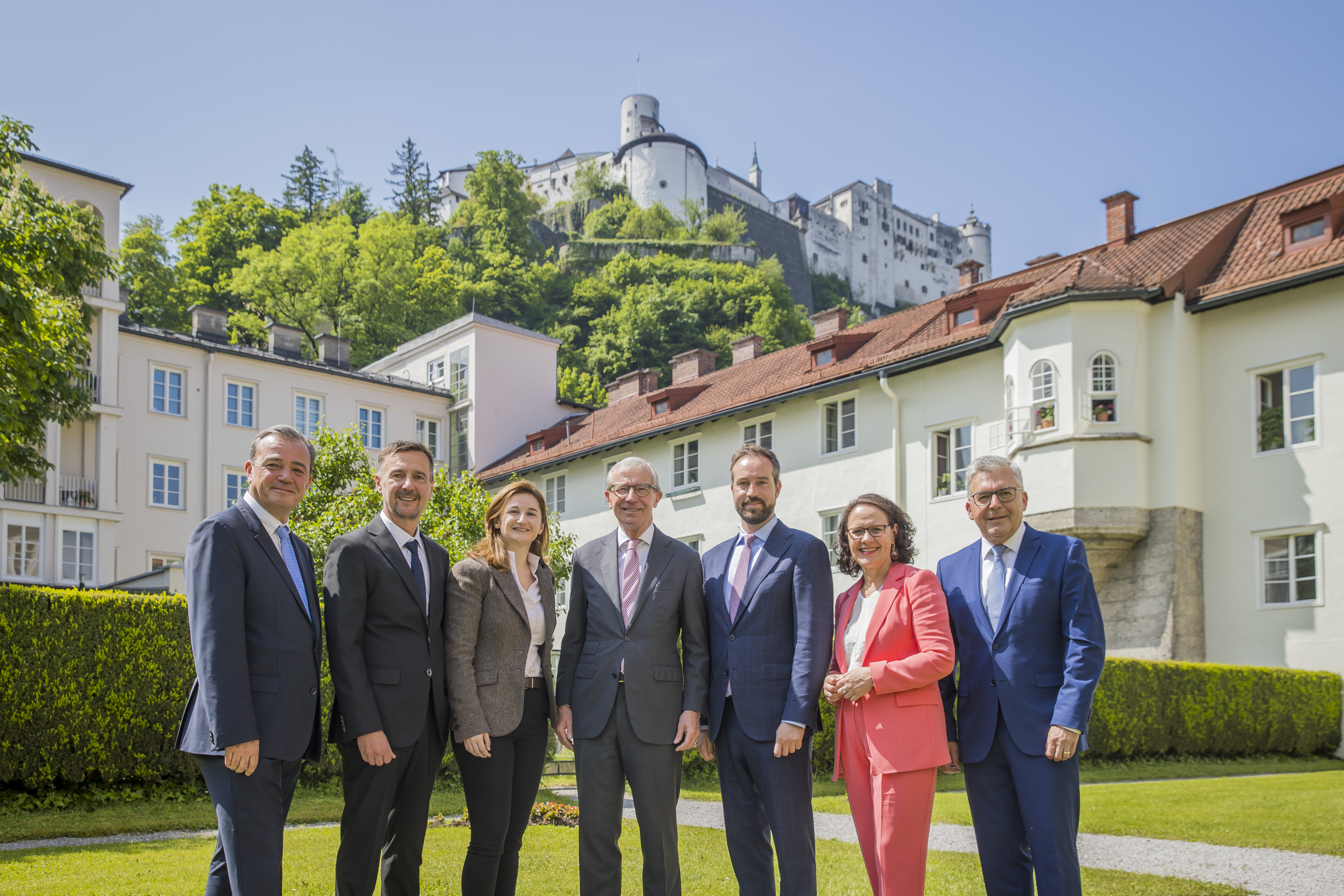
Landesregierung Haslauer jun. III

- 14. Juni: Nach der Landtagswahl in Salzburg 2023 findet die konstituierende Sitzung der 17. Gesetzgebungsperiode mit Wahl der Landesregierung Haslauer jun. III statt.

## Wahltermine
- 29. Jänner: Landtagswahl in Niederösterreich 2023
- 5. März: Landtagswahl in Kärnten 2023
- 23. April: Landtagswahl in Salzburg 2023
- 9. bis 11. Mai: Wahl zur Österreichischen Hochschülerinnen- und Hochschülerschaft 2023

## Sport
- Dezember/Jänner: Vierschanzentournee 2022/23
- Jänner: Hahnenkammrennen
- 03. bis 05. Februar: Österreichische Badmintonmeisterschaft 2023
- 06. bis 12. Februar: Upper Austria Ladies Linz 2023
- 18. bis 19. Februar: Österreichische Hallen-Staatsmeisterschaften in der Leichtathletik 2023
- 21. bis 26. März: Österreichische Alpine Skimeisterschaften 2023
- 8. bis 14. Mai: Danube Upper Austria Open 2023
- 30. Mai bis 4. Juni: 3×3-Weltmeisterschaft 2023 am Wiener Rathausplatz[6]
- 21. Juni bis 2. Juli: Österreich bei den Europaspielen 2023 mit 171 Athleten[7][8]
- 2. Juli: Großer Preis von Österreich 2023
- 10. bis 16. Juli: Salzburg Open 2023
- 29. Juli bis 5. August: Generali Open 2023/Qualifikation und Generali Open 2023
- 2. bis 6. August: Beachvolleyball-Europameisterschaft 2023 in Wien
- 18. bis 19. August: Faustball-Europameisterschaft der Frauen 2023 in Grieskirchen
- 19. bis 27. August: Österreich bei den Leichtathletik-Weltmeisterschaften 2023
- 4. bis 10. September: NÖ Open 2023
- 5. bis 10. September: Ladies Open Vienna 2023
- 18. bis 24. September: LAYJET Open 2023
- 12. Oktober: Verleihung der Auszeichnung Sportler des Jahres 2023
- 21. bis 29. Oktober: Erste Bank Open 2023/Qualifikation und Erste Bank Open 2023
- Carinthian Ladies Lake’s Trophy 2023
- 24. bis 26. November: Taekwondo-Pumsae-Europameisterschaften 2023 in Innsbruck
- 4. Dezember 2023: Die Österreichische Fußballnationalmannschaft (U-19-Frauen) besiegt im WM-Play-off in Salou Island mit 6:0 und qualifiziert sich damit als erstes österreichisches Frauen-Nationalteam für eine Fußball-Weltmeisterschaft. Sie nehmen damit an der U-20-Fußball-Weltmeisterschaft der Frauen 2024 von 31. August bis 22. September 2024 in Kolumbien teil.[9]

### Meisterschaften, Cups und Ligen
- AFL Division 1 2023
- Austrian Football League 2023
- Österreichische Fußballmeisterschaft 2022/23 und 2023/24
- Österreichische Fußball-Frauenmeisterschaft 2022/23 und 2023/24
- Österreichischer Frauen-Fußballcup 2022/23 und 2023/24
- Österreichischer Fußball-Cup 2022/23 und 2023/24
- Österreichische Handballmeisterschaft (Männer) 2022/23 und 2023/24
- Österreichische Handballmeisterschaft (Frauen) 2022/23 und 2023/24
- Österreichische Eishockey-Liga 2022/23 und 2023/24
- Österreichische Badminton-Bundesliga 2022/23 und 2023/24
- HLA Challenge 2023/24
- ÖHB-Cup der Männer 2022/23 und 2023/24
- Ö Eishockeyliga 2022/23 und 2023/24
- ÖHB-Pokal der Frauen 2022/23 und 2023/24

## Musik, Theater, Bühne
- 01. Jänner: Neujahrskonzert der Wiener Philharmoniker 2023
- 12. Februar: Protestsongcontest
- 28. April: Amadeus-Verleihung 2023
- 7. September: Verleihung des Österreichischen Musiktheaterpreises 2023
- 5. November: Verleihung des Nestroy-Theaterpreises 2023
- 14. Dezember: Uraufführung von Lass uns die Welt vergessen – Volksoper 1938 von Keren Kagarlitsky auf ein Libretto von Theu Boermans an der Volksoper Wien
- Liste der Nummer-eins-Hits in Österreich (2023)

## Film
- 21. bis 26. März: Filmfestival Diagonale in Graz
- 22. April: Romyverleihung 2023
- 25. Juni: 13. Verleihung des Österreichischen Filmpreises

### Kinostarts österreichischer Produktionen
| Datum         | Filmtitel                                              | Kinobesucher |
| ------------- | ------------------------------------------------------ | ------------ |
| 13. Jänner    | Der Fuchs                                              | 114627       |
| 27. Jänner    | Family Dinner                                          |              |
| 23. Februar   | Griechenland                                           | 283783       |
| 3. März       | Sterne unter der Stadt                                 |              |
| 3. März       | Stams                                                  |              |
| 31. März      | Sisi & ich                                             |              |
| 31. März      | Feminism WTF                                           | 19764        |
| 14. April     | Heimsuchung                                            |              |
| 20. April     | Hals über Kopf                                         | 22500        |
| 21. April     | Matter Out of Place                                    |              |
| 5. Mai        | Sparta                                                 |              |
| 7. Juli       | Mermaids don’t cry                                     |              |
| 7. Juli       | Alma und Oskar                                         | 21433        |
| 24. August    | Operation White Christmas                              |              |
| 1. September  | Wer hat Angst vor Braunau?                             |              |
| 7. September  | Neue Geschichten vom Franz                             | 64774        |
| 8. September  | Kurz – Der Film                                        |              |
| 15. September | Das Tier im Dschungel                                  |              |
| 21. September | Projekt Ballhausplatz                                  |              |
| 29. September | Wald                                                   |              |
| 6. Oktober    | Pulled Pork                                            | 105622       |
| 13. Oktober   | Ingeborg Bachmann – Reise in die Wüste                 | 30914        |
| 13. Oktober   | Keinen Schritt zurück!                                 |              |
| 2. November   | Europa                                                 |              |
| 9. November   | Ein ganzes Leben                                       | 40532        |
| 10. November  | Bosnischer Topf                                        |              |
| 10. November  | Die Theorie von Allem                                  |              |
| 17. November  | Am Ende wird alles sichtbar                            |              |
| 30. November  | Wie kommen wir da wieder raus?                         | 40658        |
| 28. Dezember  | HADES – Eine (fast) wahre Geschichte aus der Unterwelt |              |

## Auswahl bekannter Verstorbener

### Jänner
- 01. Jänner: Florian Adamski, Kabarettist und Schauspieler
- 01. Jänner: Lilly Ungar, Buchhändlerin
- 05. Jänner: Hubert Schatz, Maler und Autor
- 06. Jänner: Ernst Grissemann, Radiomoderator
- 06. Jänner: Karl Pfeifer, Journalist
- 06. Jänner: Christoph Seifriedsberger, Ruderer
- 07. Jänner: Walter Intemann, Politiker
- 07. Jänner: Herbert Meusburger, Bildhauer
- 08. Jänner: Heinrich Heuer, Künstler, Grafiker und Buchillustrator
- 09. Jänner: Rainer Danzinger, Psychoanalytiker und Psychiater
- 09. Jänner: Gunther Wawrik, Architekt und Hochschullehrer
- 10. Jänner: Traudl Hecher, Skirennläuferin
- 13. Jänner: Ulrich Weinzierl, Kulturjournalist
- 15. Jänner: Karl Schramek, Diplomat
- 17. Jänner: Richard Oesterreicher, Dirigent und Jazzmusiker
- 18. Jänner: Melitta Muszely, Opernsängerin und Gesangspädagogin
- 18. Jänner: Leopold Potesil, Boxer
- 19. Jänner: Norbert Sattler, Kanute
- 20. Jänner: Bela Rabelbauer, Unternehmer
- 21. Jänner: Kurt Schneider, Radsportler
- 21. Jänner: Friedrich Weissensteiner, Historiker
- 25. Jänner: Jens Tschebull, Journalist und Kolumnist
- 26. Jänner: Hugo Partsch, Mediziner
- 27. Jänner: Martin Purtscher, Politiker
- 29. Jänner: Gerhard Raab, Grafiker, Maler und Bildhauer
- 29. Jänner: Josef Zenzmaier, Bildhauer
- 30. Jänner: Martha Eibl, Immunologin
- 31. Jänner: Ferdinand Anders, Historiker und Völkerkundler

### Februar
- 04. Februar: Alois Mayer, Politiker
- 05. Februar: Inge Sargent, Autorin und burmesische Prinzessin
- 06. Februar: Astrid Kiendler-Scharr, Physikerin und Klimaforscherin
- 08. Februar: Volkan Kahraman, Fußballspieler
- 08. Februar: Wolfgang Schallenberg, Diplomat
- 09. Februar: Kurt Marnul, Bodybuilder und Kraftsporttrainer
- 011. Februar: Jürgen Pelikan, Soziologe
- 014. Februar: Friedrich Cerha, Komponist und Dirigent
- 014. Februar: Friedrich Dragon, Journalist
- 014. Februar: Klaus Demus, Lyriker und Kunsthistoriker
- 016. Februar: Kurt Czurda, Geologe
- 018. Februar: Clemens Arvay, Sachbuchautor
- 021. Februar: Ilse Tielsch, Schriftstellerin
- 021. Februar: Nadja Tiller, Schauspielerin
- 025. Februar: Albert Handle, Politiker
- 025. Februar: Sixtus Josef Parzinger, Bischof

### März
- 01. März: Richard Schenz: Manager
- 01. März: Peter Weibel, Künstler, Ausstellungskurator, Kunst- und Medientheoretiker
- 03. März: Margherita Spiluttini, Fotografin
- 06. März: Rudolf Lehr, Journalist und Historiker
- 07. März: Alfred Friedrich, Koch
- 10. März: Karoline Käfer, Leichtathletin
- 15. März: Thomas Wagner, Fußballspieler
- 15. März: Horst K. Jandl, Maler
- 19. März: Oscar Holub, Zeichner, Maler und Texter
- 24. oder 25. März: Erwin Riess, Schriftsteller
- 28. März:	Georg „Mandy“ Oswald, Sänger der Bambis

### April
- 01. April: Johann Ettmayer, Fußballspieler
- 05. April: Reinhard Gerer, Koch
- 07. April: Wolfgang Denk, Künstler und Museumsleiter
- 10. April: Alfred Schlosser, Bildhauer
- 14. April: Karl Welunschek, Theaterregisseur
- 17. April: Ernst Oberaigner, Skirennläufer
- 21. April: Otto Kolleritsch, Pianist und Musikwissenschaftler
- 25. April: Günther Keckeis, Politiker
- 29. April: Helmut Wulz, Musiker

### Mai
- 02. Mai: Helmut Krätzl: Weihbischof
- 03. Mai: Carl Reissigl, Politiker
- 05. Mai: Michael Mautner Markhof, Politiker und Unternehmer
- 07. Mai: Grace Bumbry: Opernsängerin
- 09. Mai: Josef Ehmer, Historiker
- 11. Mai: Karl Frais, Politiker
- 13. Mai: Kurt Korbatits, Politiker
- 14. Mai: Ingrid Haebler, Pianistin
- 18. Mai: Helmut Berger, Schauspieler
- 19. Mai: Georg Hanreich, Politiker
- 29. Mai: Peter Simonischek, Schauspieler

### Juni
- 01. Juni: Otto S. Wolfbeis: Chemiker
- 01. Juni: Reinhold Senn: Rennrodler
- 06. Juni: Gerhard Hiesel: Archäologe
- 09. Juni: Peter Schreiner, Filmregisseur, Autor und Kameramann
- 10. Juni: Dieter Bäuerle, Physiker
- 15. Juni: Beatrix Eypeltauer: Juristin und Politikerin
- 15. Juni: Peter Broucek, Historiker
- 16. Juni: Volker Kier, Politiker
- vor oder am 17. Juni: Walter Stamm, Fußballspieler
- 20. Juni: Christian Nowotny, Rechtswissenschafter
- 22. Juni: Norbert Barisits, Fußballtrainer
- 23. Juni: Peter Wiesinger, Germanist
- 26. Juni: Halleluja Paul, Geistlicher und Musiker
- 28. Juni: Julia Gschnitzer, Schauspielerin

### Juli
- 01. Juli: Peter Vitouch: Kommunikationswissenschaftler
- 02. Juli: Rudolf Zehetgruber, Schauspieler, Regisseur, Drehbuchautor und Filmproduzent
- 02. Juli: Sebastian Posch, Altphilologe
- 09. Juli: Veronika Mitsopoulos-Leon, Klassische Archäologin
- 13. Juli: Marilies Flemming, Politikerin
- 16. Juli: Bibiana Zeller, Schauspielerin
- 16. Juli: Florin Florineth, Ingenieurbiologe und Vegetationstechniker
- 17. Juli: Wolfgang Gmachl, Politiker
- 19. Juli: Wolfgang Pucher, Geistlicher
- 21. Juli: Karl Wohlhart, Ingenieurwissenschaftler und Hochschullehrer
- 21. Juli: Wolfgang Bulla, Physiker
- 22. Juli: Heinz Stögmüller, Architekt
- 25. Juli: Herbert Tropper, Politiker
- 28. Juli: Michael Karl Proházka, Ordensgeistlicher und Abt
- vor oder am 31. Juli: Anders Stenmo, Drehbuchautor, Musiker und Pantomime, Gründungsmitglied der Ersten Allgemeinen Verunsicherung
- vor oder am 31. Juli: Zwi Nigal, Holocaust-Überlebender und Zeitzeuge

### August
- 01. August: Franz Csandl, Boxer
- 05. August: Friedrich Moser, Architekt, Stadtplaner und Maler
- 05. August: Helmut Siber, Fußballspieler
- 06. August: Peter Krenn, Kunsthistoriker
- 11. August: Heidemarie Uhl, Historikerin
- 11. August: Günther Zäuner, Journalist und Schriftsteller
- 15. August: Bernhard Ludwig, Kabarettist
- 16. August: Josef Schantl, Politiker
- 17. August: Gudrun Pflüger, Biologin, Ski-Langlauf- sowie Berglaufsportlerin
- 20. August: Luigi Blau, Architekt, Möbeldesigner und Ausstellungsgestalter
- 26. August: Dieter Witting, Schauspieler
- 26. August: Waltraud Häupl, Kunsterzieherin und Buchautorin
- 31. August: Theo Peer, Pianist, Fernsehredakteur und Kabarettist

### September
- 01. September: Karl Wöllert, Politiker
- 02. September: Walter Arlen, Musikkritiker, Musikpädagoge und Komponist
- 03. September: Claus Helmer, Schauspieler, Regisseur und Theaterdirektor
- 07. September: Attila E. Láng, Theaterwissenschaftler, Dramaturg und Regisseur
- 08. September: Leopold Grausam, Fußballspieler
- 14. September: Rudolf Schneider-Manns Au, Bühnenbildner und Innenarchitekt
- 22. September: Peter Horton, Gitarrist, Komponist, Sänger und Buchautor
- 23. September: Gustav Paumgartner, Gastroenterologe
- 25. September: Marie-Thérèse Escribano, Sängerin und Kabarettistin
- 27. September: Wolfgang Hemelmayr, Grafiker, Maler und Plastiker
- 29. September: Herbert W. Liaunig, Unternehmer und Kunstsammler

### Oktober
- 02. Oktober: Herbert Schambeck, Rechtswissenschaftler und Politiker
- 03. Oktober: Otto Pjeta, Gesundheitsfunktionär und Mediziner
- 04. Oktober: Alois Krischke, Sachbuchautor, Nachrichtentechniker und Funkamateur
- 05. Oktober: Adrianna Biermaier, Basketballspielerin
- 07. Oktober: Kurt Mayer, Filmproduzent, Filmregisseur und Drehbuchautor
- 11. Oktober: Martin Aigner, Mathematiker
- 12. Oktober: Josef Kolmhofer, Jurist, Kommerzialrat und Generaldirektor
- 16. Oktober: Olaf Bockhorn, Volkskundler
- 17. Oktober: Peter Fessler, Jurist
- 17. Oktober: Franz Karl Stanzel, Anglist und Literaturwissenschaftler
- 17. Oktober: Wolfgang Waldstein, Rechtshistoriker
- 19. Oktober: Heinrich Messner, Skirennläufer
- 19. Oktober: Harald Seewann, Studentenhistoriker
- 19. Oktober: Heidi Senger-Weiss, Logistikunternehmerin
- 20. Oktober: Christian Pilnacek, Jurist und Beamter
- 23. Oktober: Michael Ley, Politikwissenschaftler
- 24. Oktober: Andreas „Anderl“ Molterer, Skirennfahrer
- 26. Oktober: Otto Kronsteiner, Slawist, Sprachwissenschaftler, Namenforscher und Historiker
- 28. Oktober: Helmut Kritzinger, Politiker
- 30. Oktober: Anton Schwob, Germanist
- 30. Oktober: Horst Dieter Sihler, Schriftsteller, Lyriker und Filmkritiker
- 31. Oktober: Ernst Hofer, Judoka

### November
- 01. November: Franz Bittner, Gewerkschafter
- 01. November: Gregor Hammerl, Politiker
- 08. November: Hannelore Kramm, Schlagersängerin und Schauspielerin
- 09. November: Rudolf Höfer, Arzt
- 09. November: Ingo Reiffenstein, Altgermanist, Mundart- und Namenforscher
- 10. November: David Bronner, Musikproduzent
- 11. November: Werner Vogt, Chirurg, Autor, Sozial- und Gesundheitsreformer
- 13. November: Hermann Kepplinger, Politiker
- 17. November: Skender Fani, Sportmanager
- 24. November: Herbert Knittler, Wirtschafts- und Sozialhistoriker
- 24. November: Heidelinde Weis, Schauspielerin
- 28. November	Friedrich Ehrendorfer, Botaniker und Systematiker
- 28. November	Helmut Kramer, Wirtschaftswissenschafter

### Dezember
- 01. Dezember: Heinz Gstrein, Orientalist, Theologe und Journalist
- 01. Dezember: Franz Bartolomey, Cellist
- 01. Dezember: Gottfried Glassner, Ordensgeistlicher
- 02. Dezember: Wolfgang Hollegha, Maler
- 02. Dezember: Helmut Siderits, Schauspieler, Theaterregisseur und -leiter
- 06. Dezember: Andy Hallwaxx, Schauspieler, Theaterregisseur und Autor
- 10. Dezember: Theo Öhlinger, Verfassungsjurist
- 12. Dezember: Herwig Udo Graf, Architekt
- 13. Dezember: Wolfram Waibel senior, Sportschütze
- 13. Dezember: Wolfgang Glück, Regisseur und Drehbuchautor
- 22. Dezember: Peter Neidhart, Fußballspieler
- 23. Dezember: Michael Radulescu, Komponist und Organist
- 25. Dezember: Karl Heinz Tragl, Internist, Wissenschaftler und Autor
- 27. Dezember: Johannes Honsell, Filmemacher
- 27. Dezember: Gaston Glock, Ingenieur und Unternehmer

### Galerie der Verstorbenen

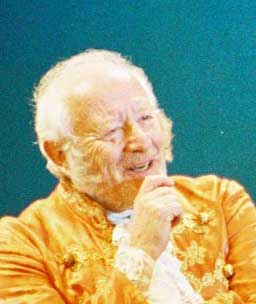
6. Jänner: Ernst Grissemann
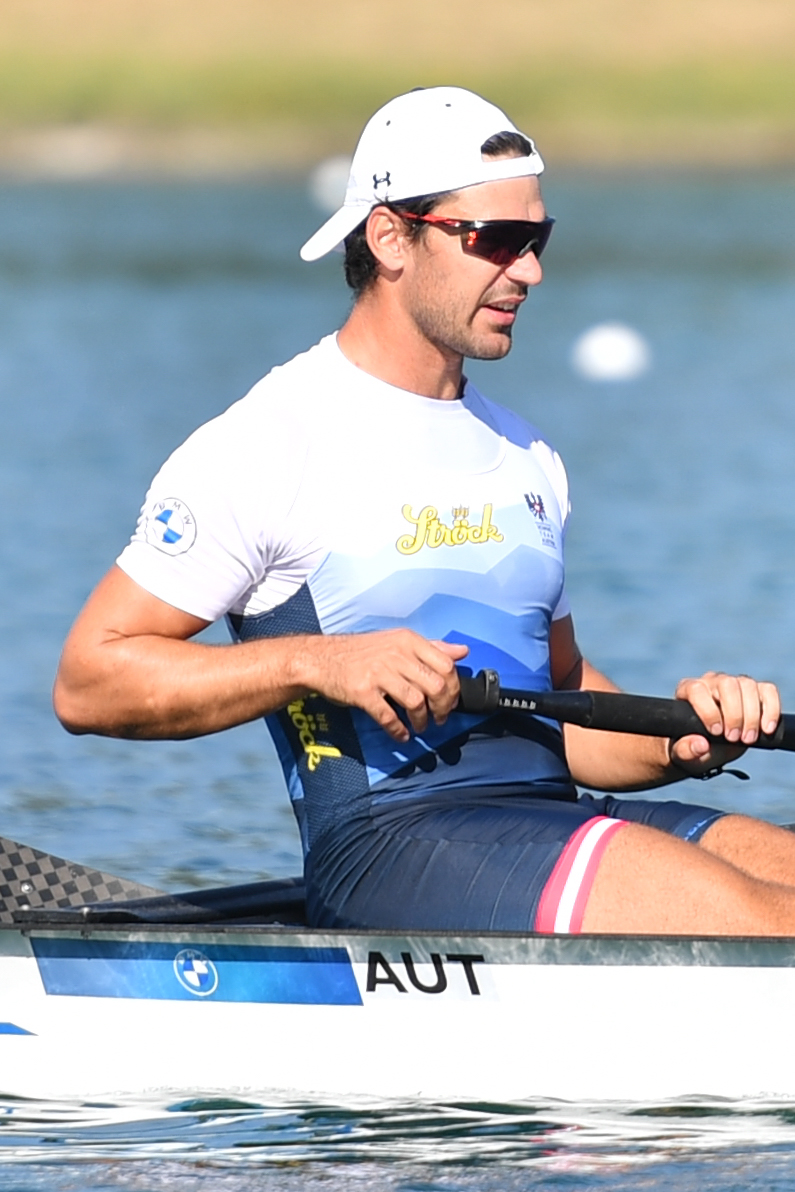
6. Jänner: Christoph Seifriedsberger
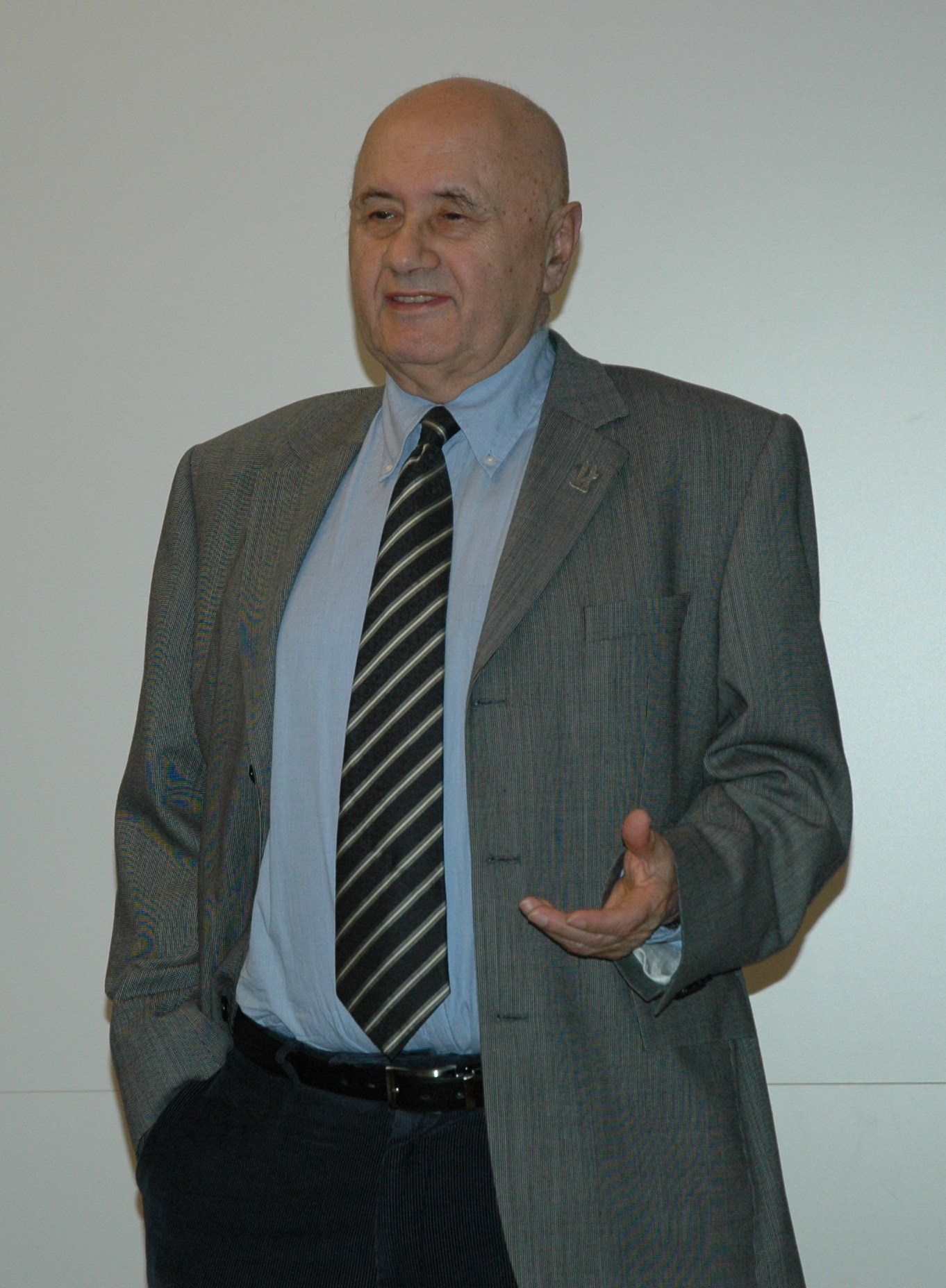
6. Jänner: Karl Pfeifer
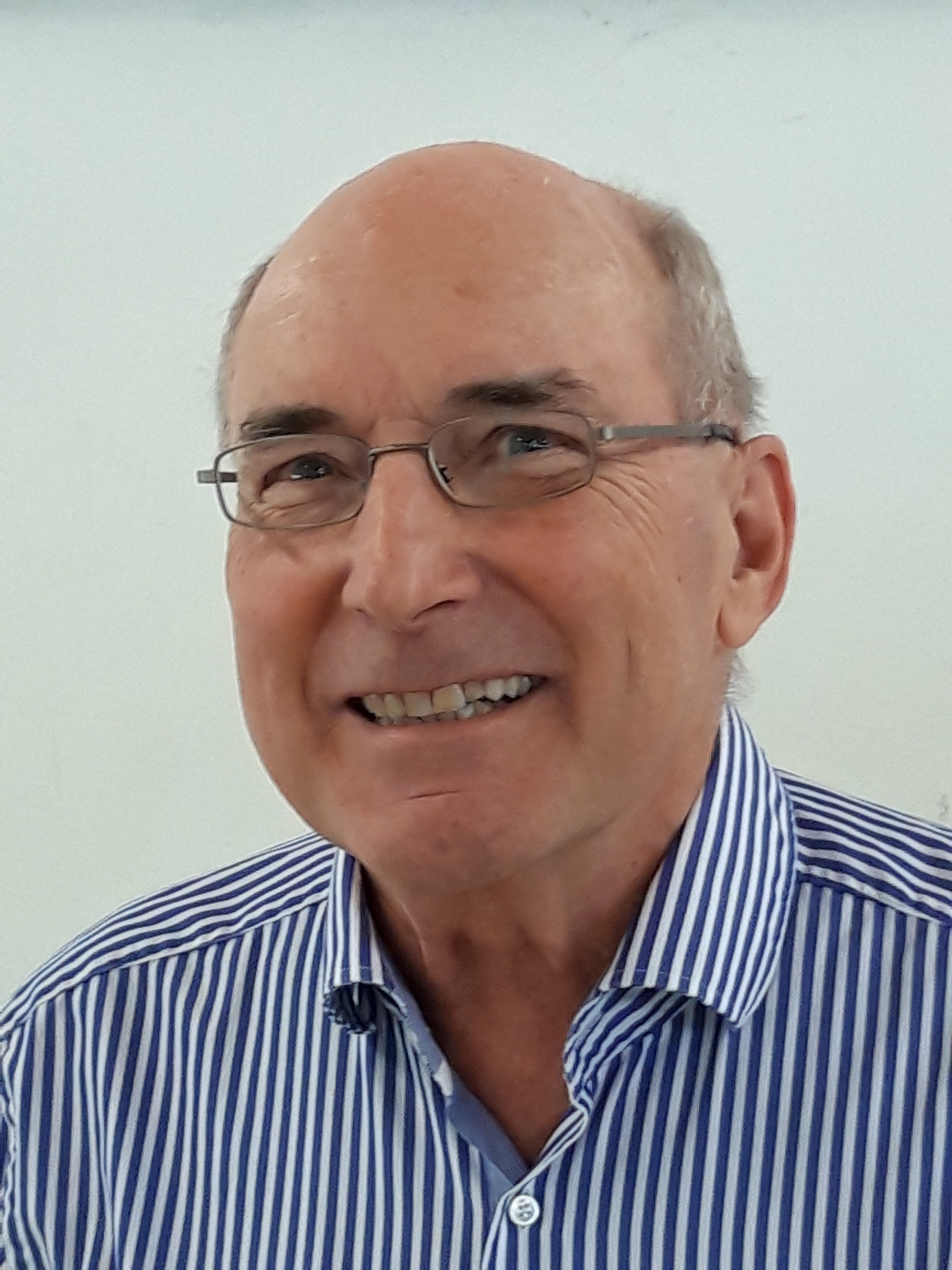
7. Jänner: Walter Intemann
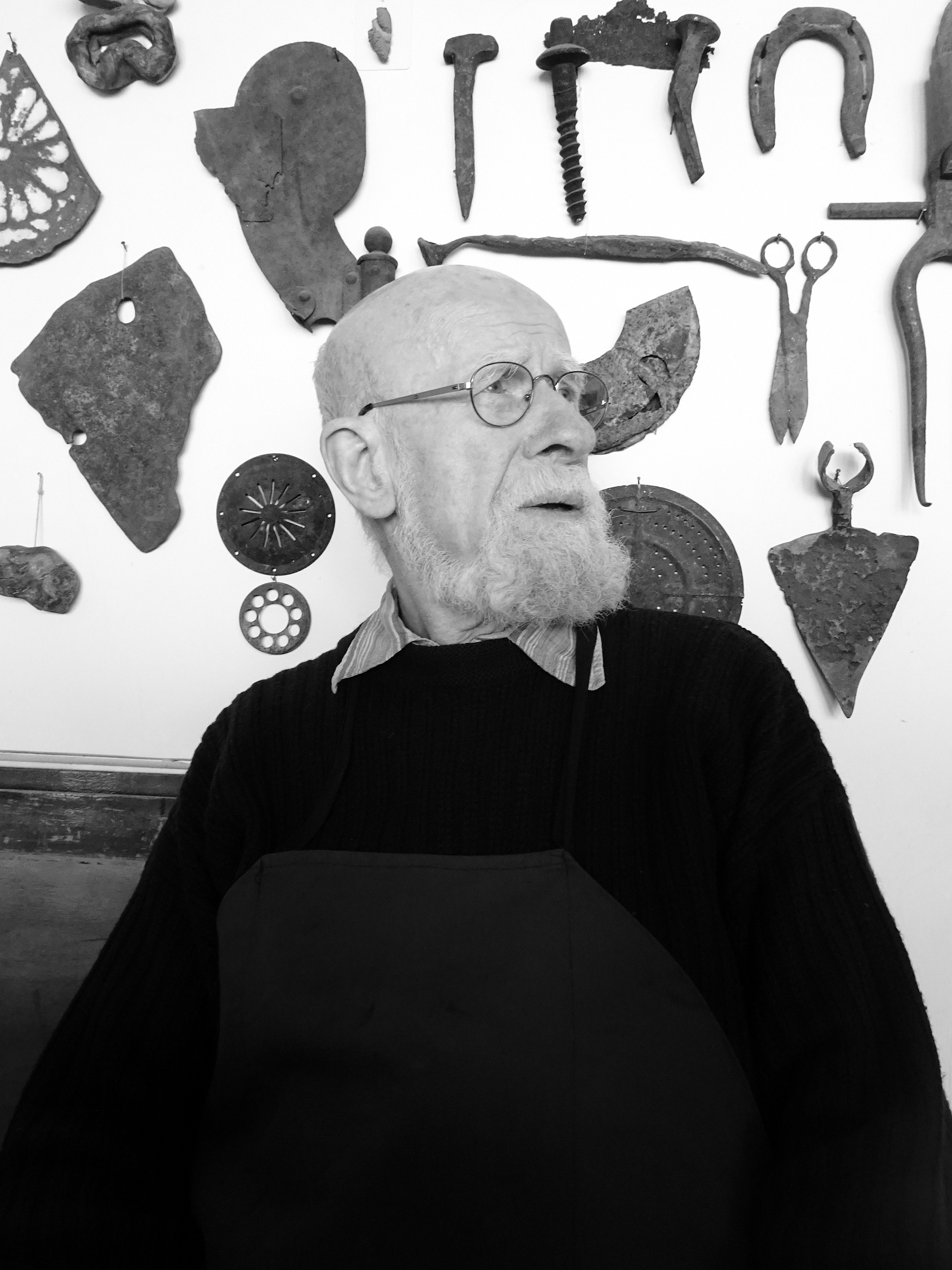
8. Jänner: Heinrich Heuer
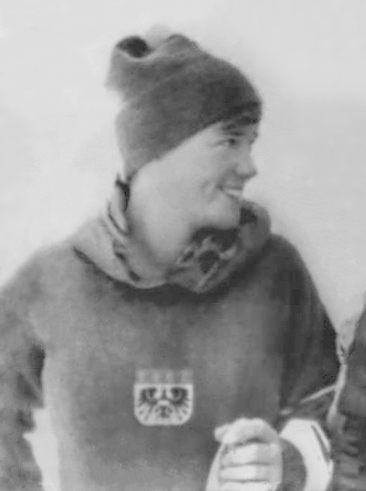
10. Jänner: Traudl Hecher
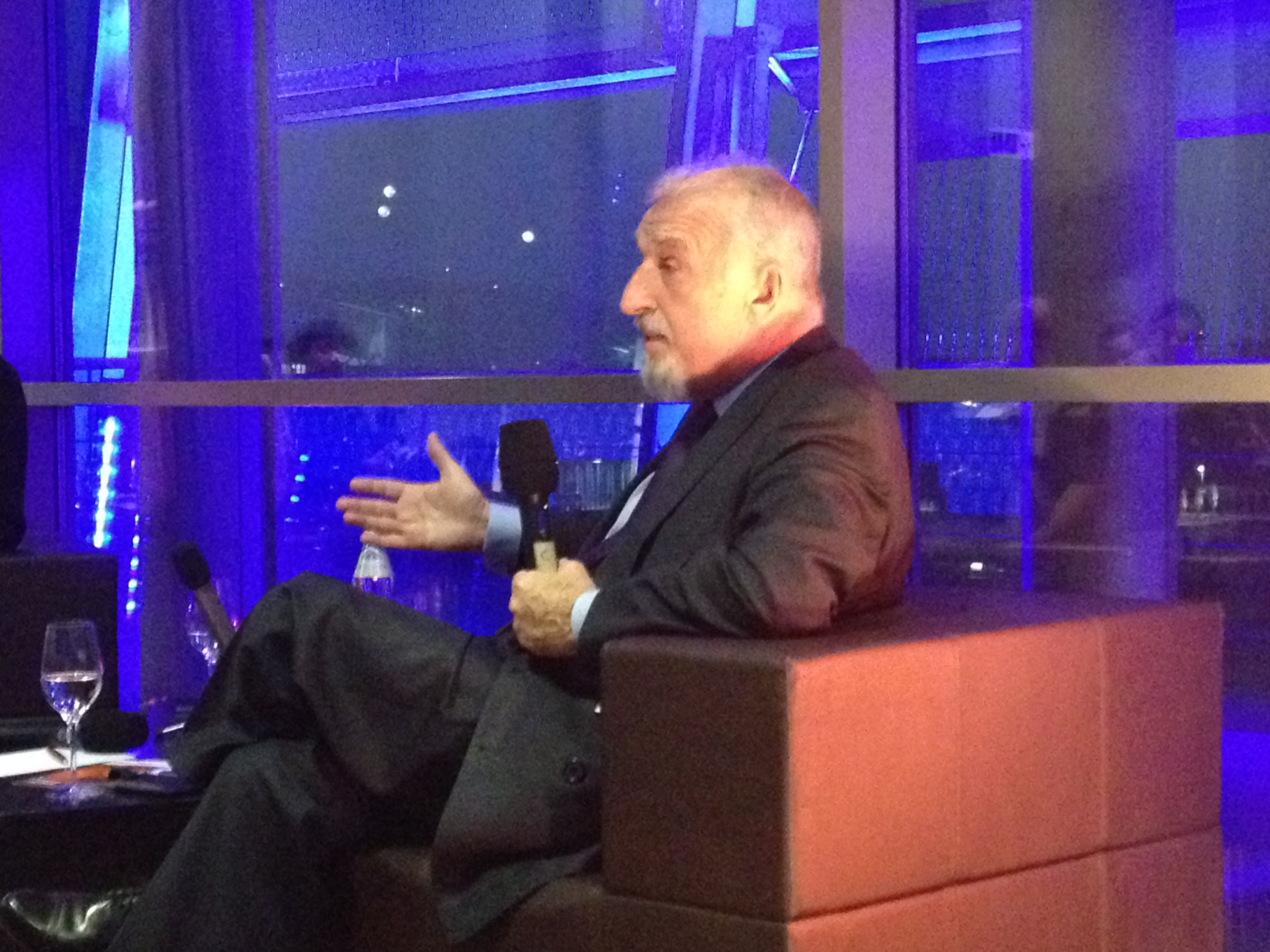
15. Jänner: Karl Schramek
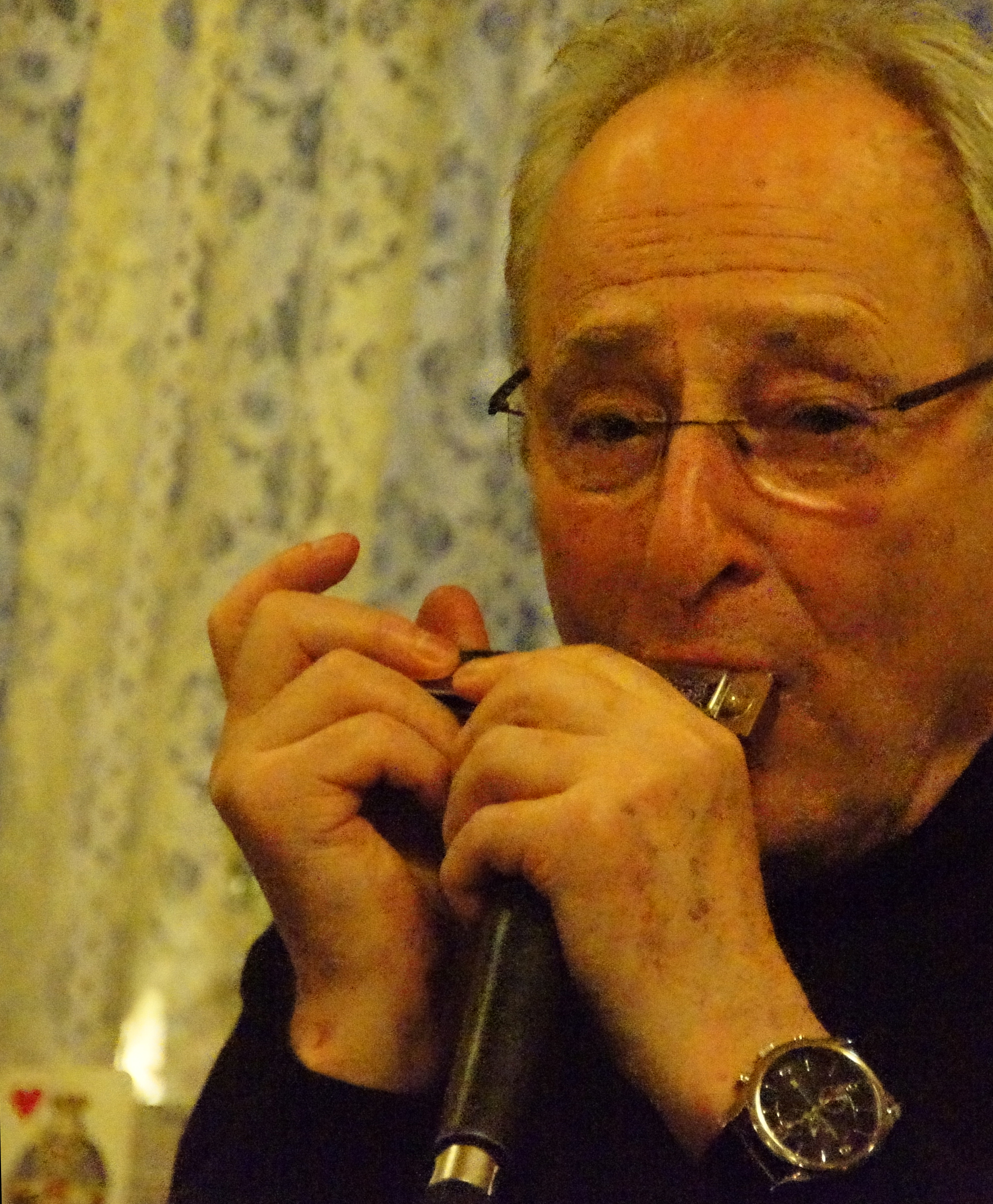
17. Jänner: Richard Oesterreicher
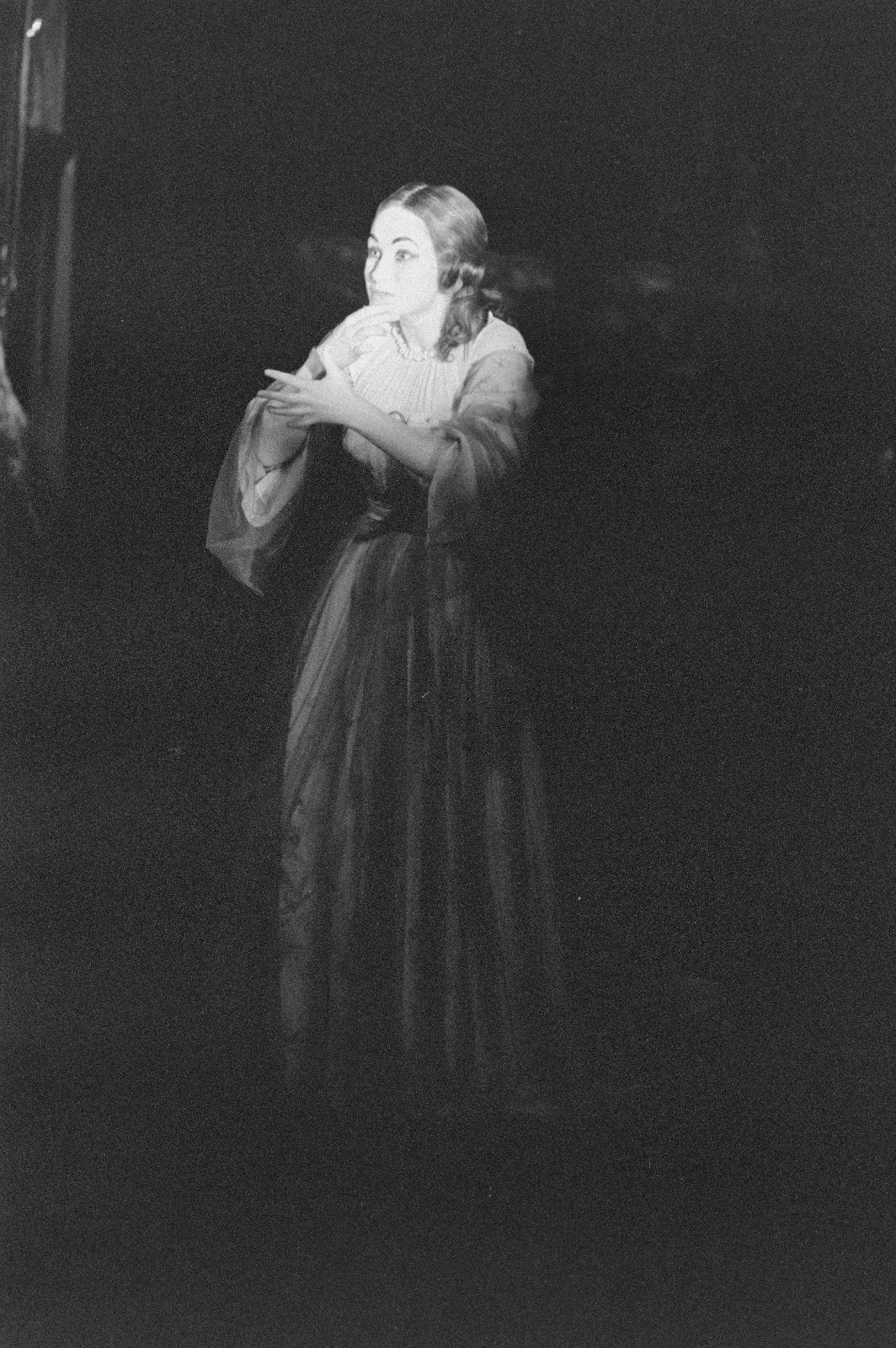
18. Jänner: Melitta Muszely
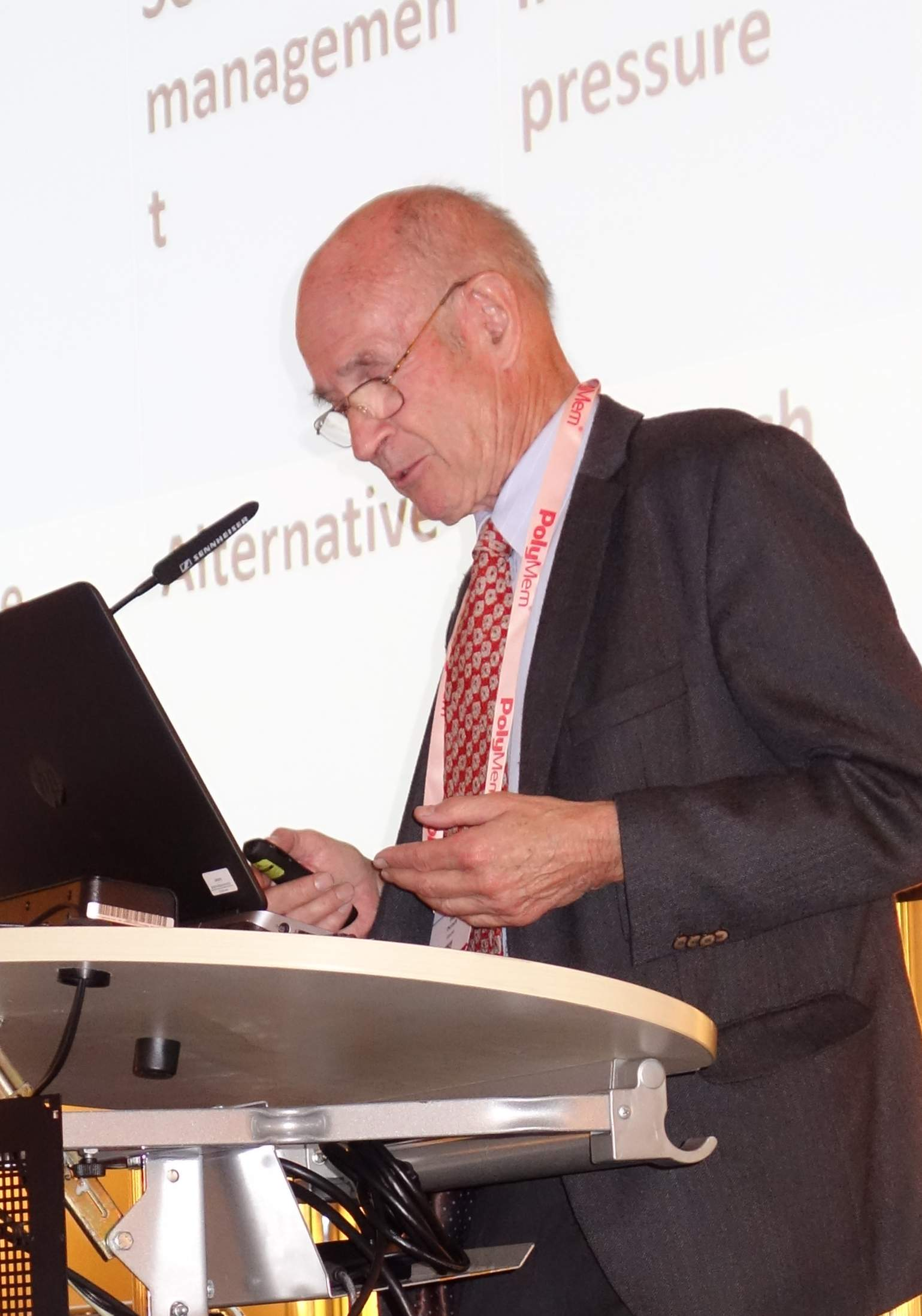
26. Jänner: Hugo Partsch
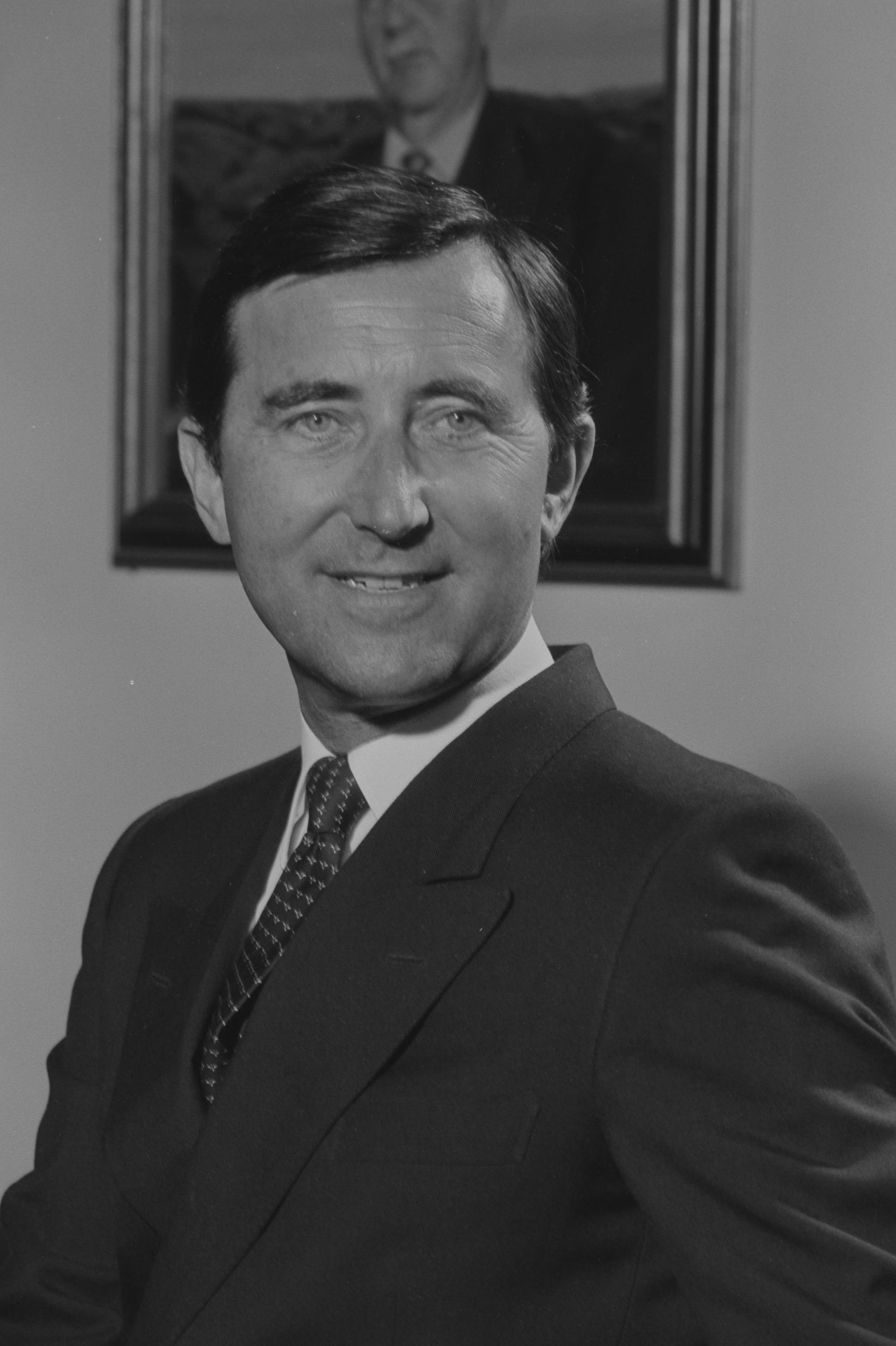
27. Jänner: Martin Purtscher
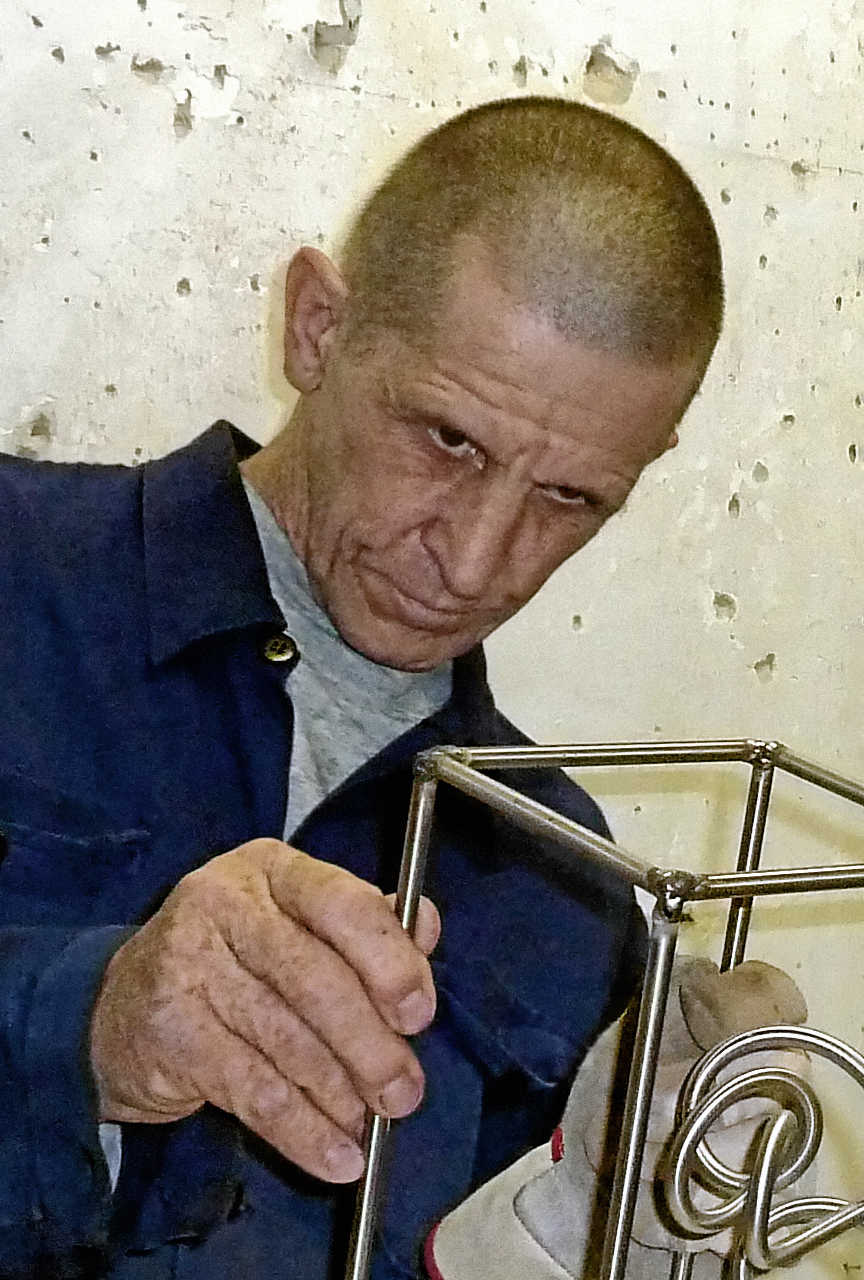
29. Jänner: Gerhard Raab
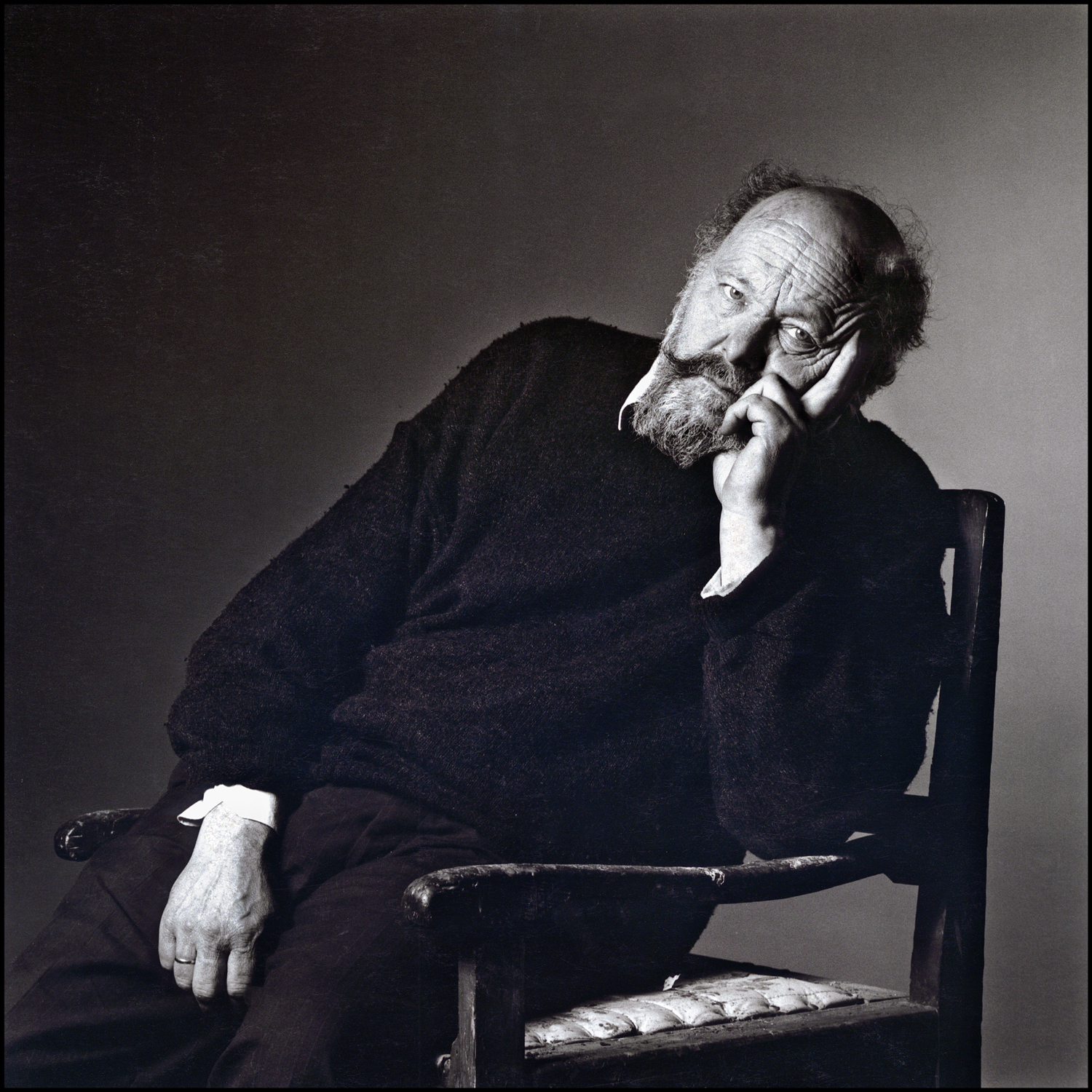
29. Jänner: Josef Zenzmaier
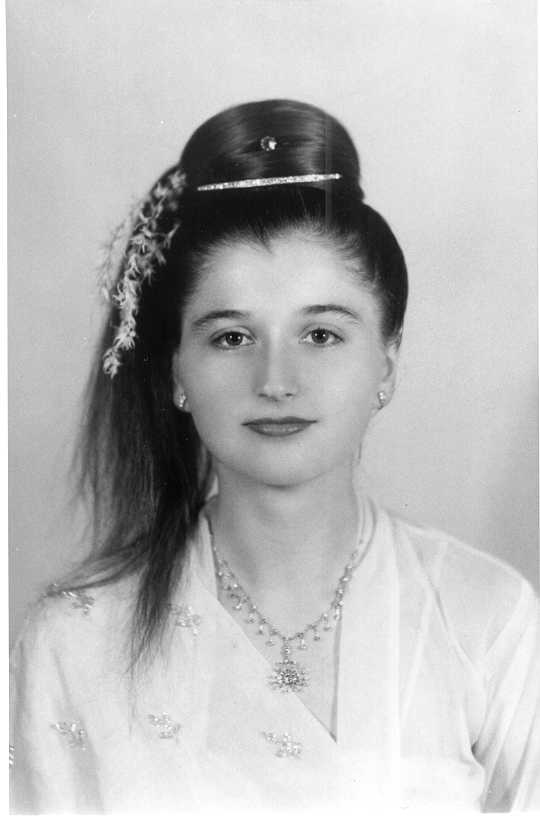
5. Februar: Inge Sargent
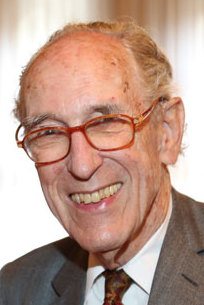
8. Februar: Wolfgang Schallenberg
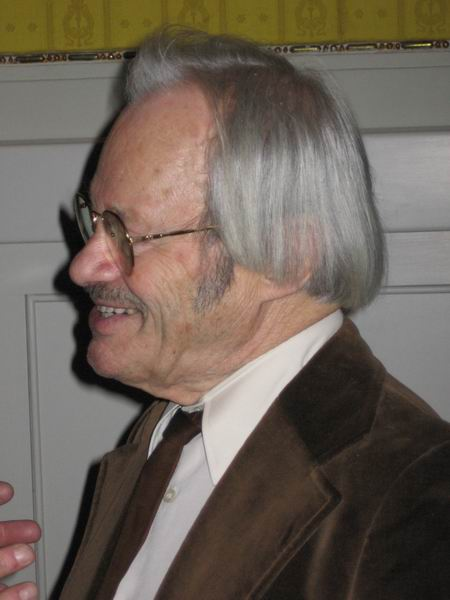
14. Februar: Friedrich Cerha
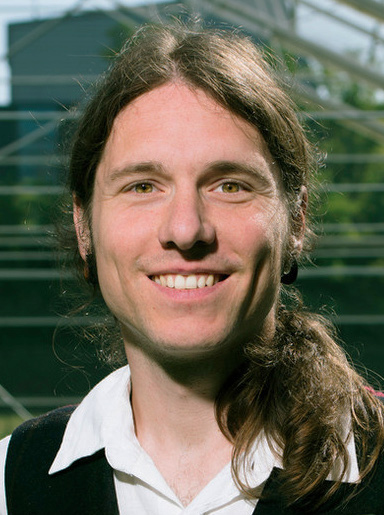
18. Februar: Clemens Arvay
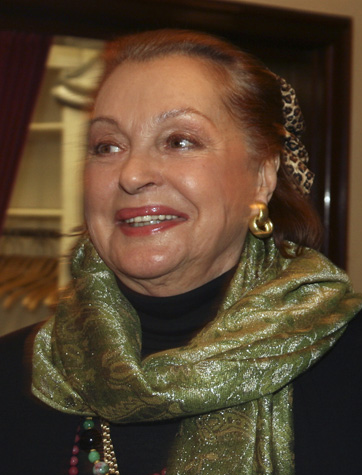
21. Februar: Nadja Tiller
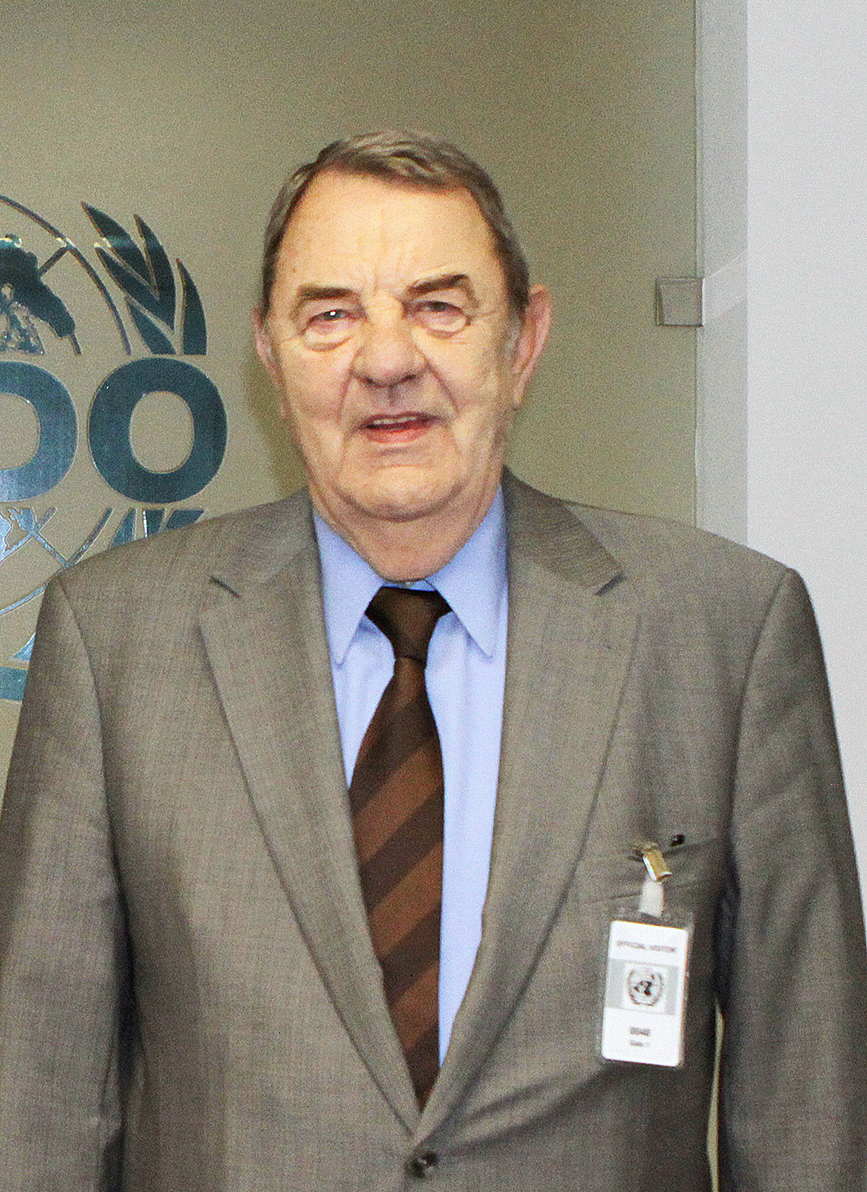
1. März: Richard Schenz
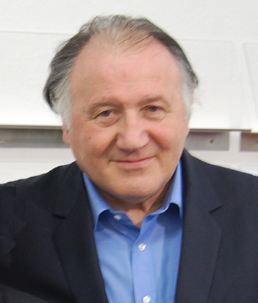
1. März: Peter Weibel
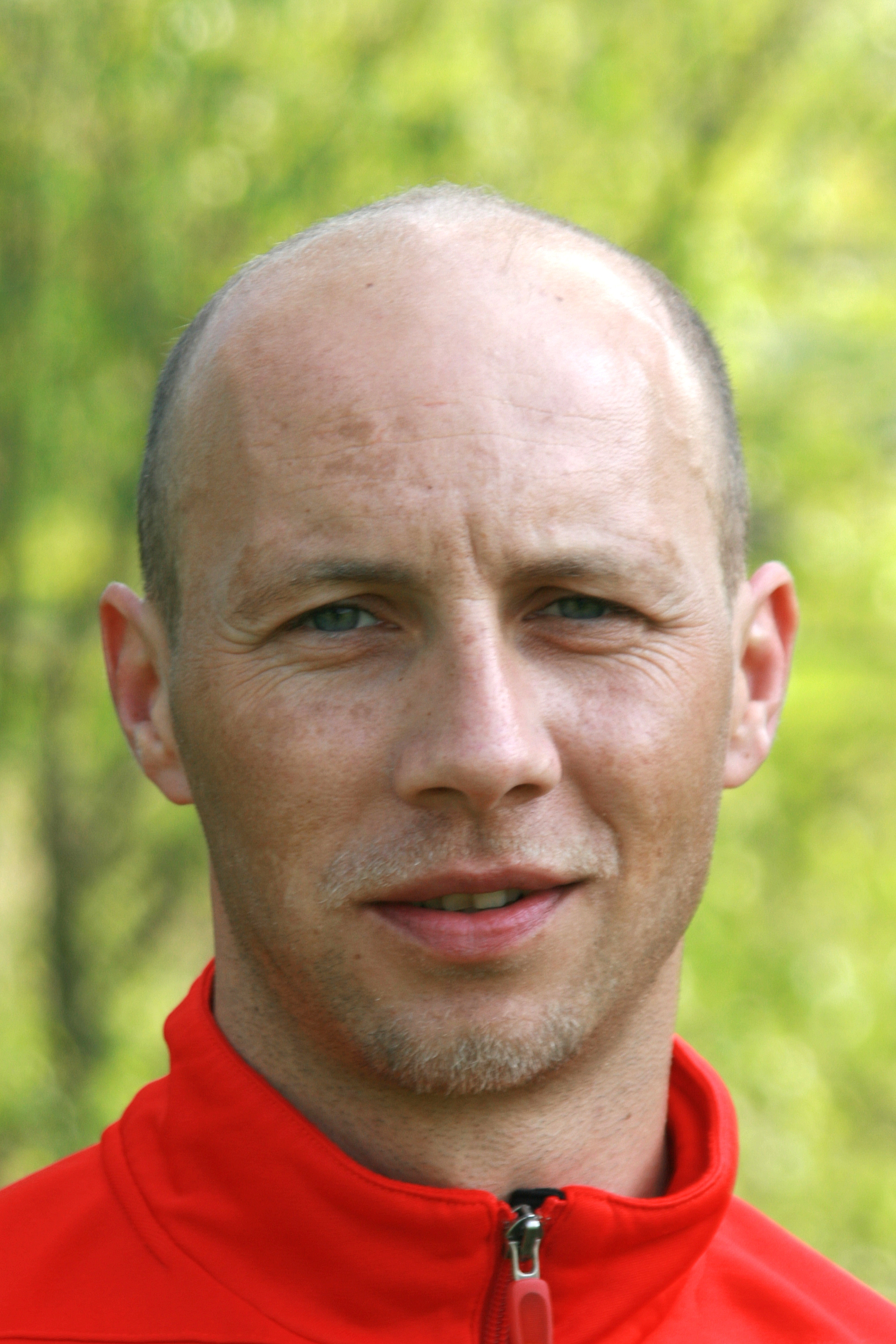
15. März: Thomas Wagner
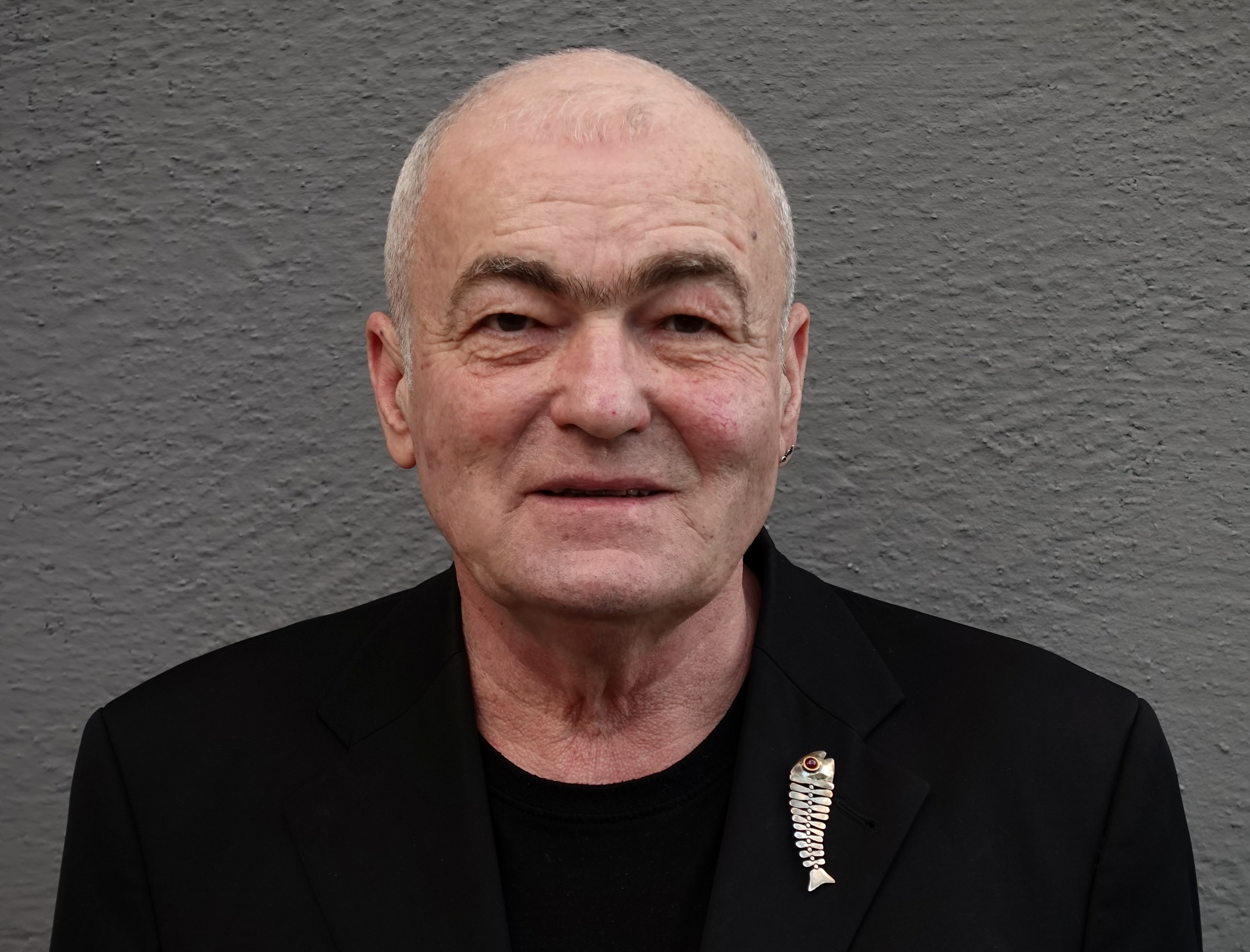
19. März: Oscar Holub
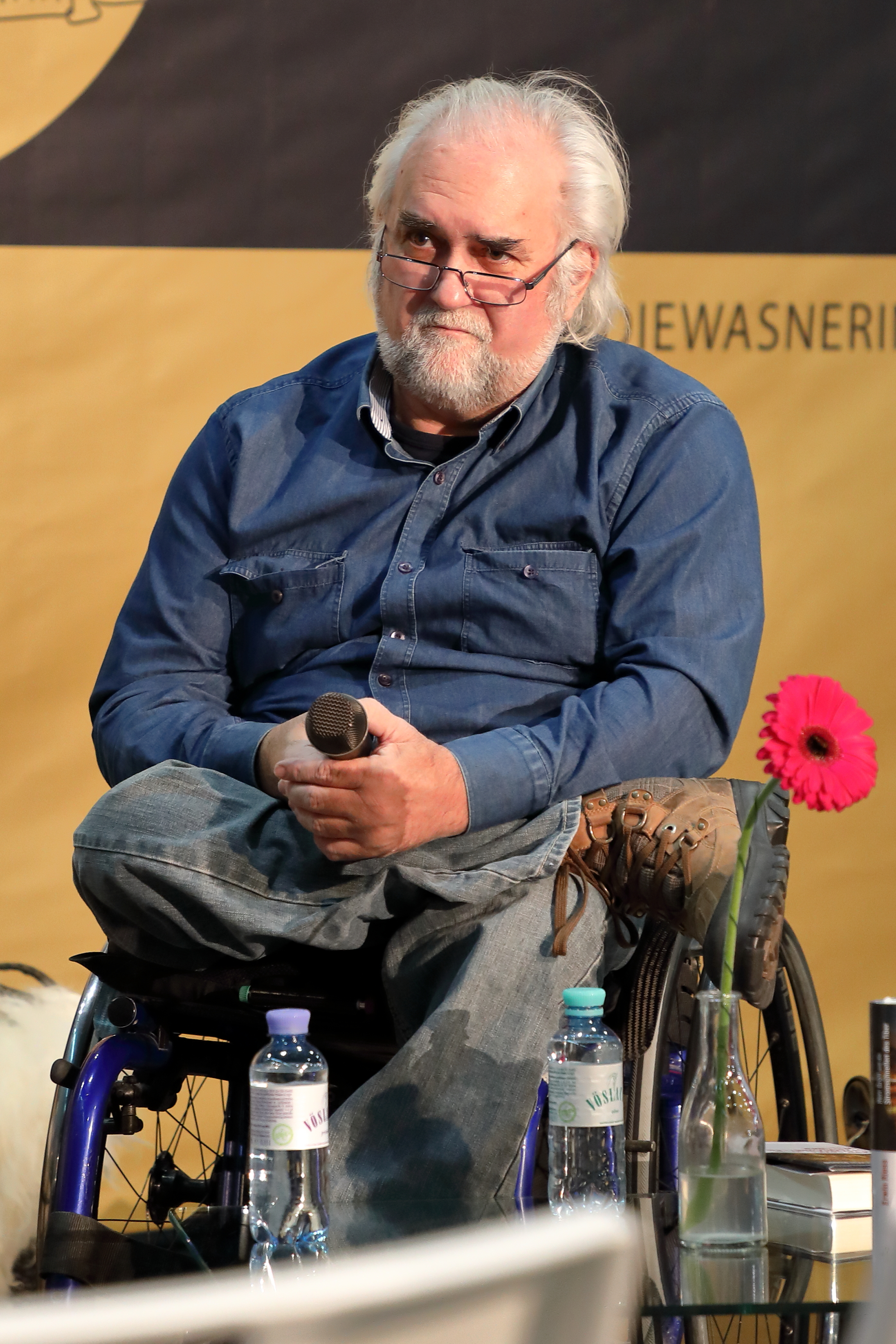
24. oder 25. März: Erwin Riess
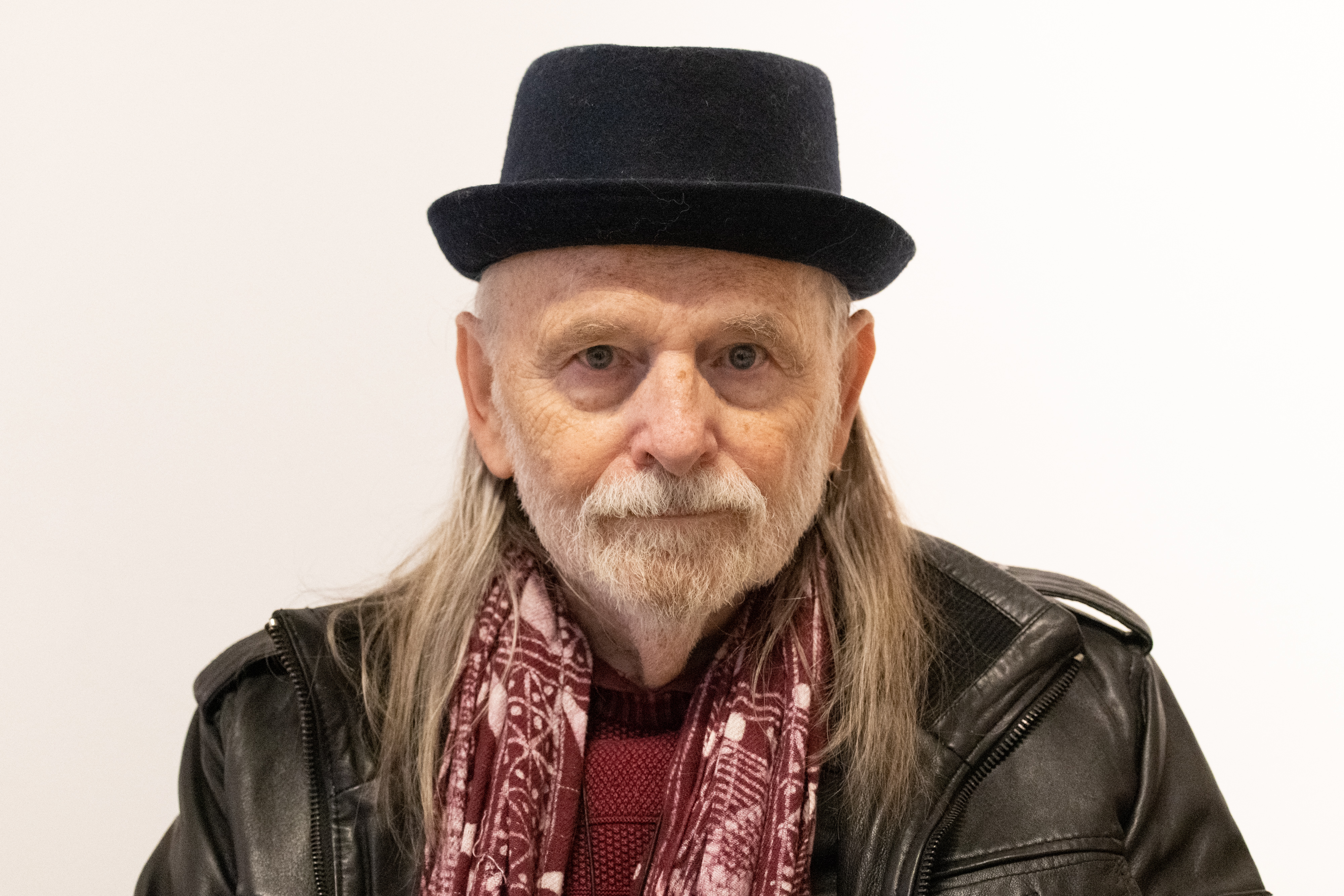
7. April: Wolfgang Denk
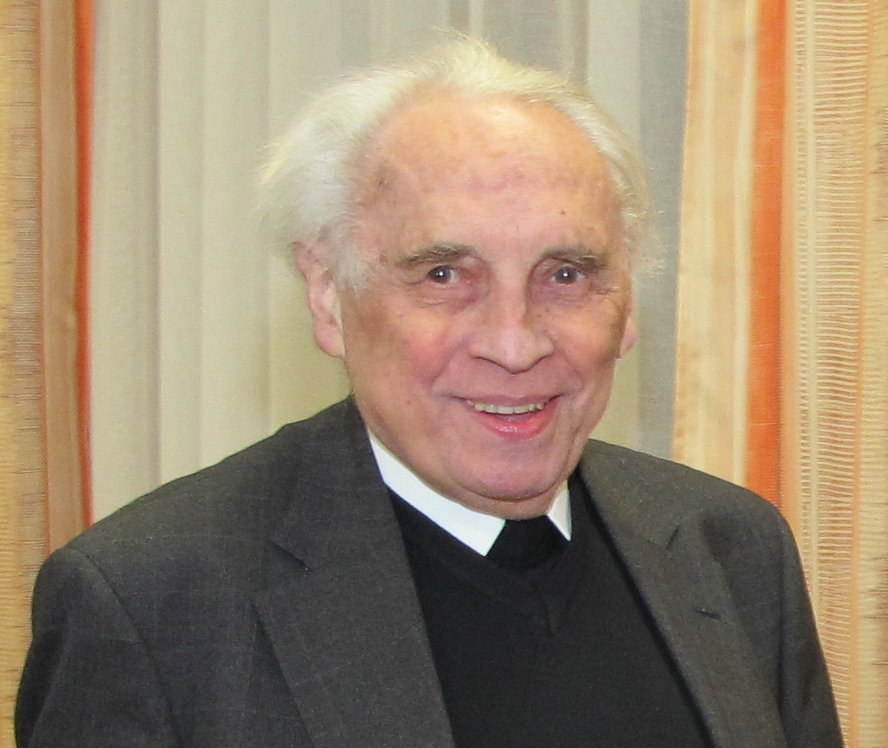
2. Mai: Helmut Krätzl
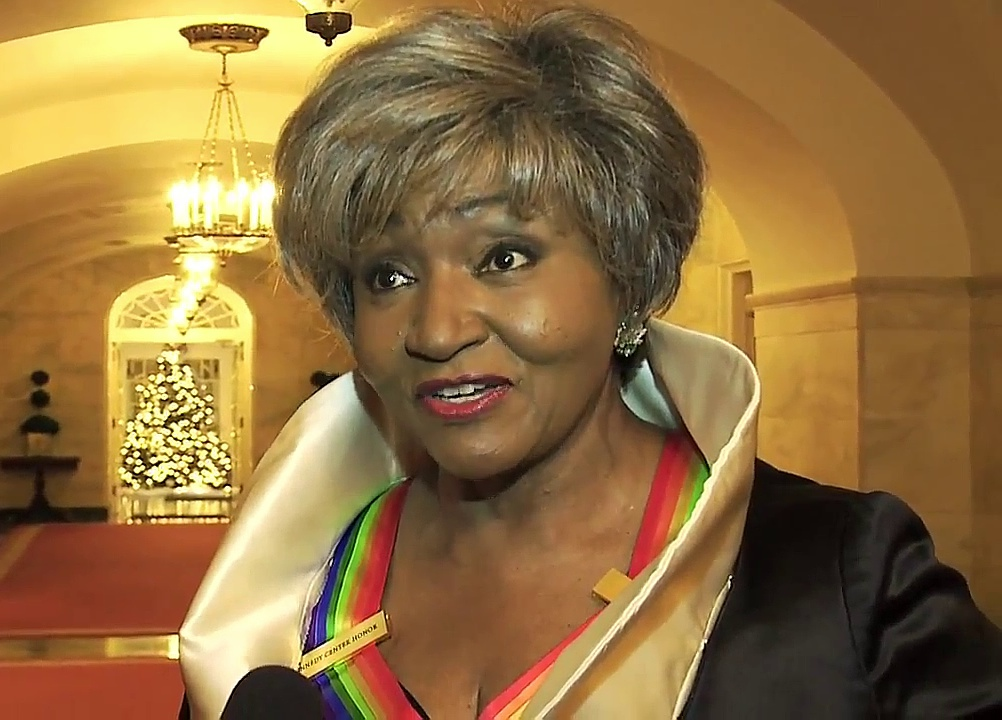
7. Mai: Grace Bumbry
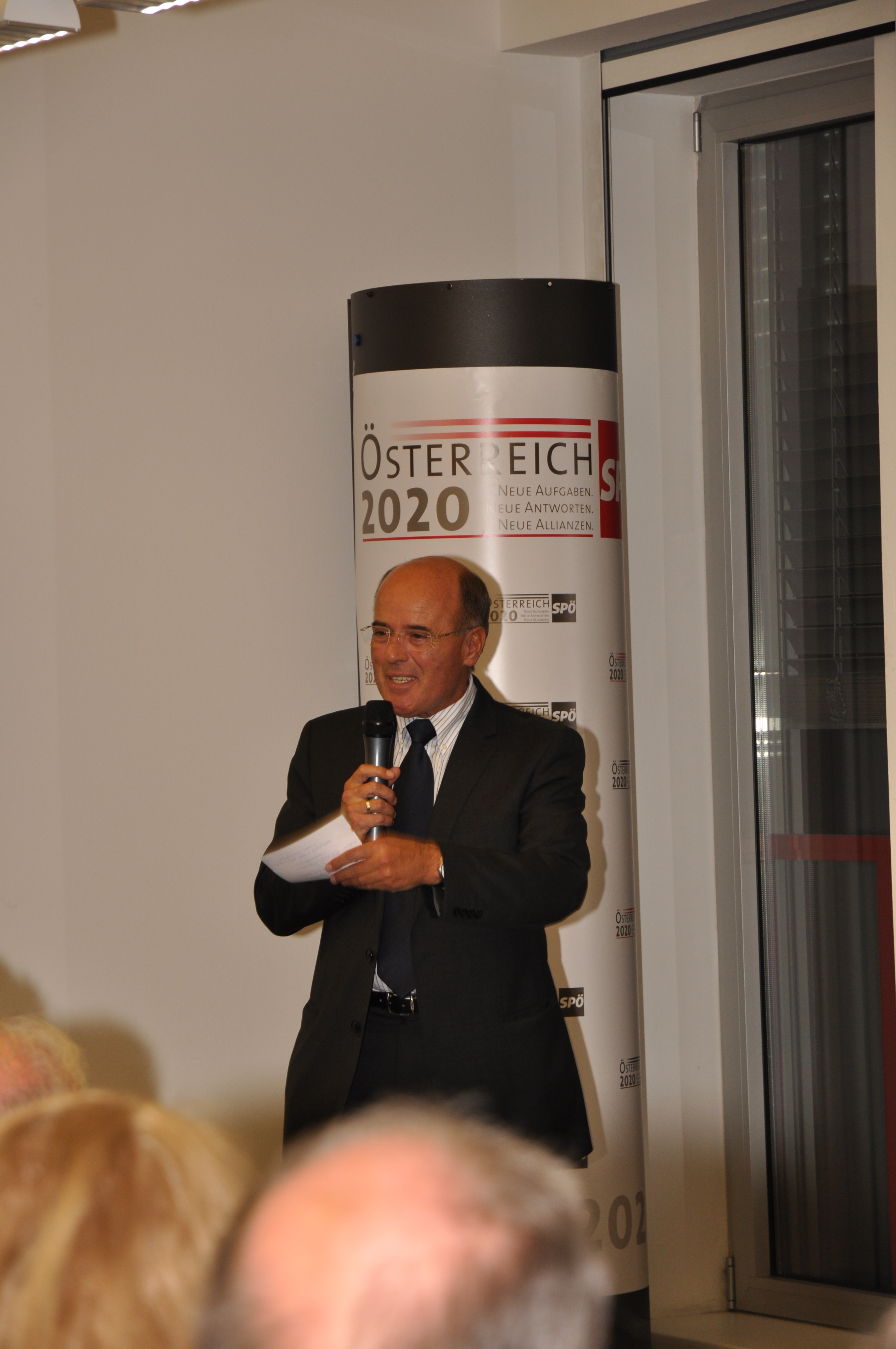
11. Mai: Karl Frais
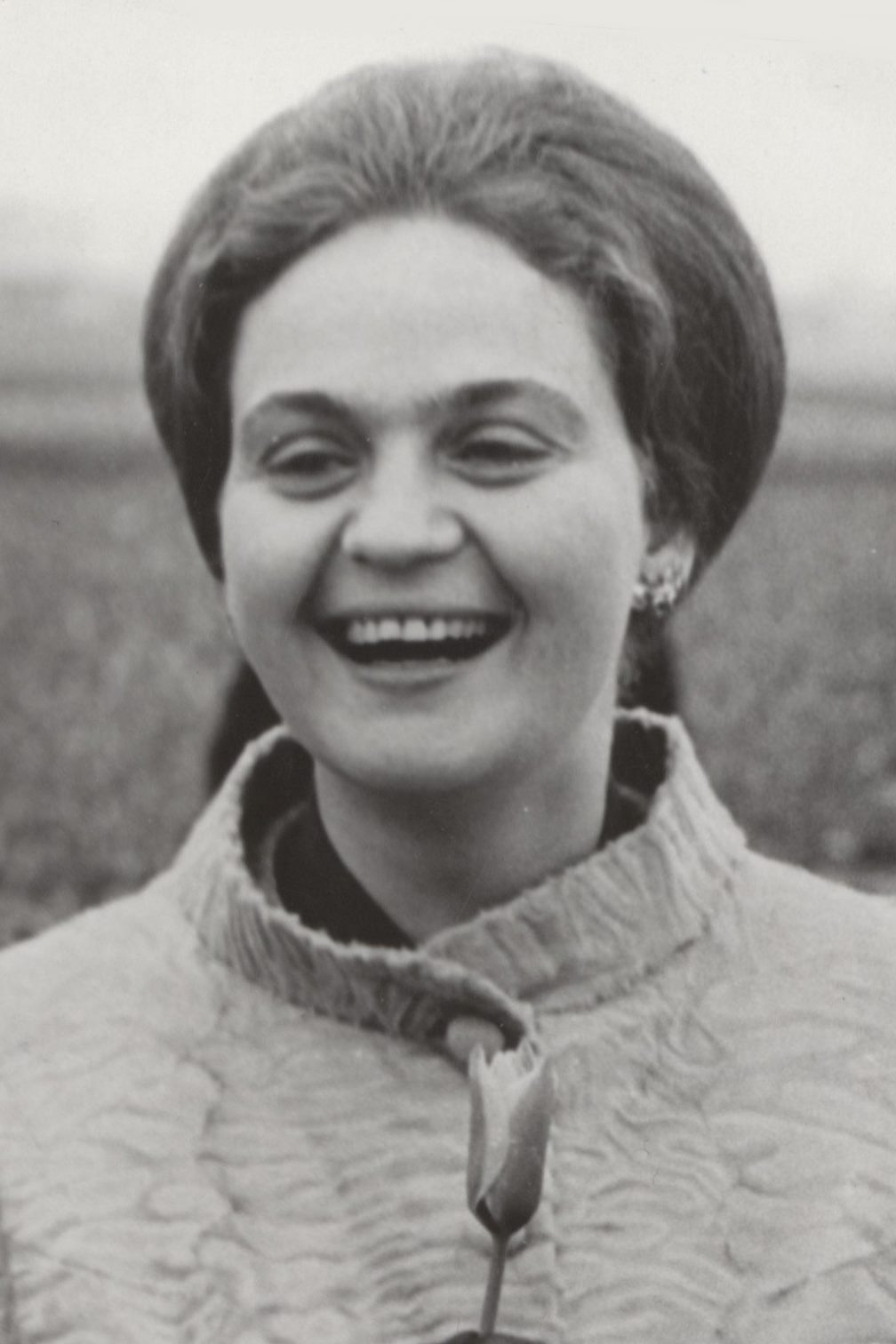
14. Mai: Ingrid Haebler
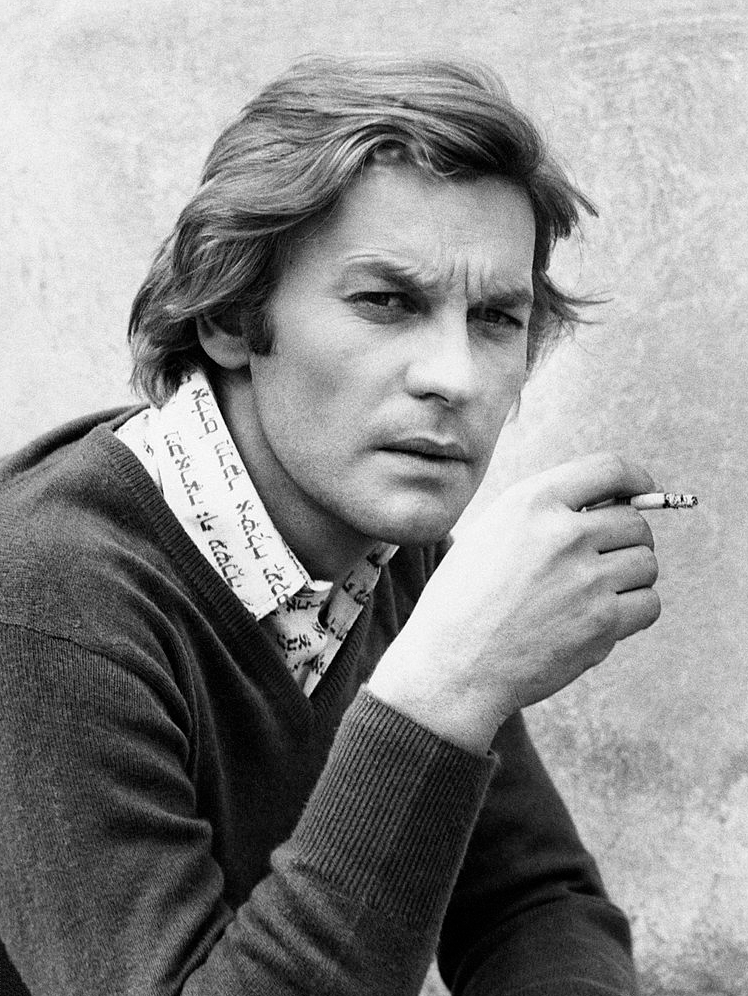
18. Mai: Helmut Berger
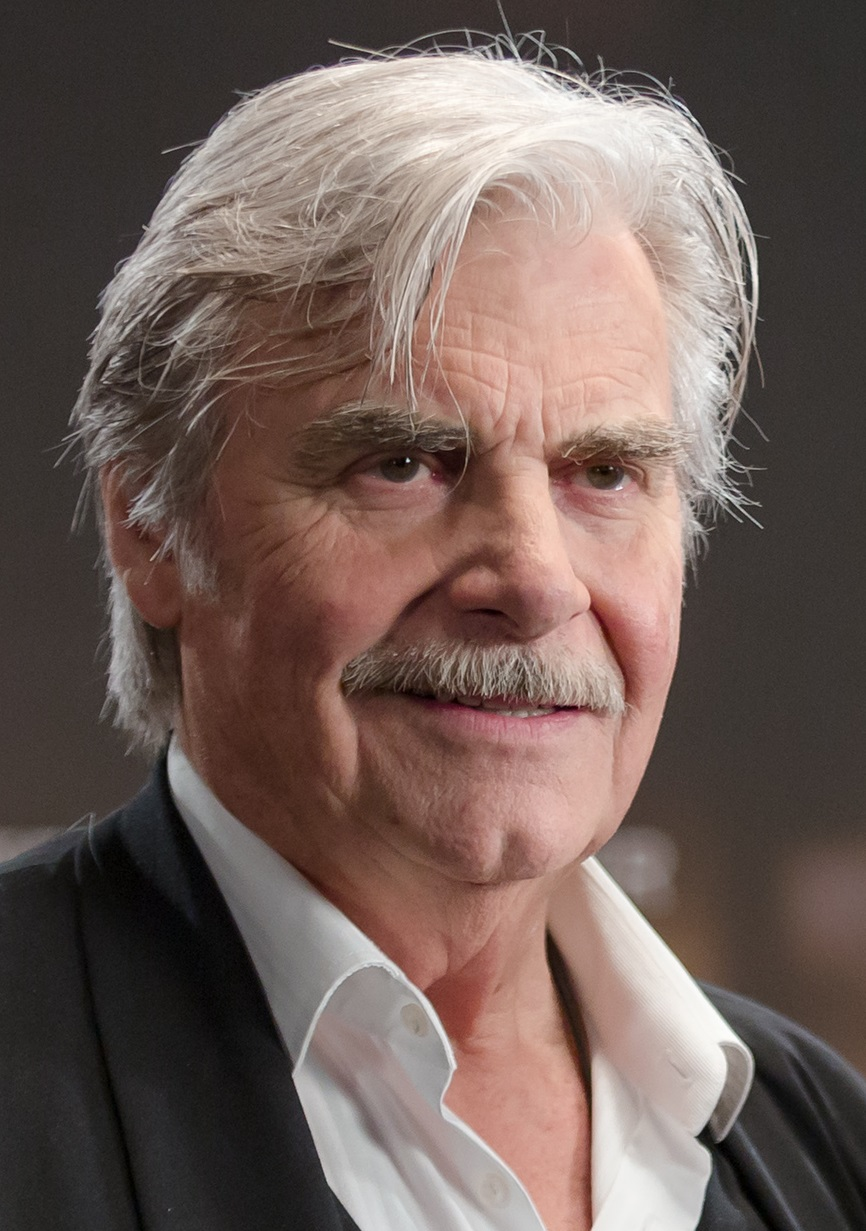
29. Mai: Peter Simonischek
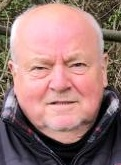
1. Juni: Otto S. Wolfbeis
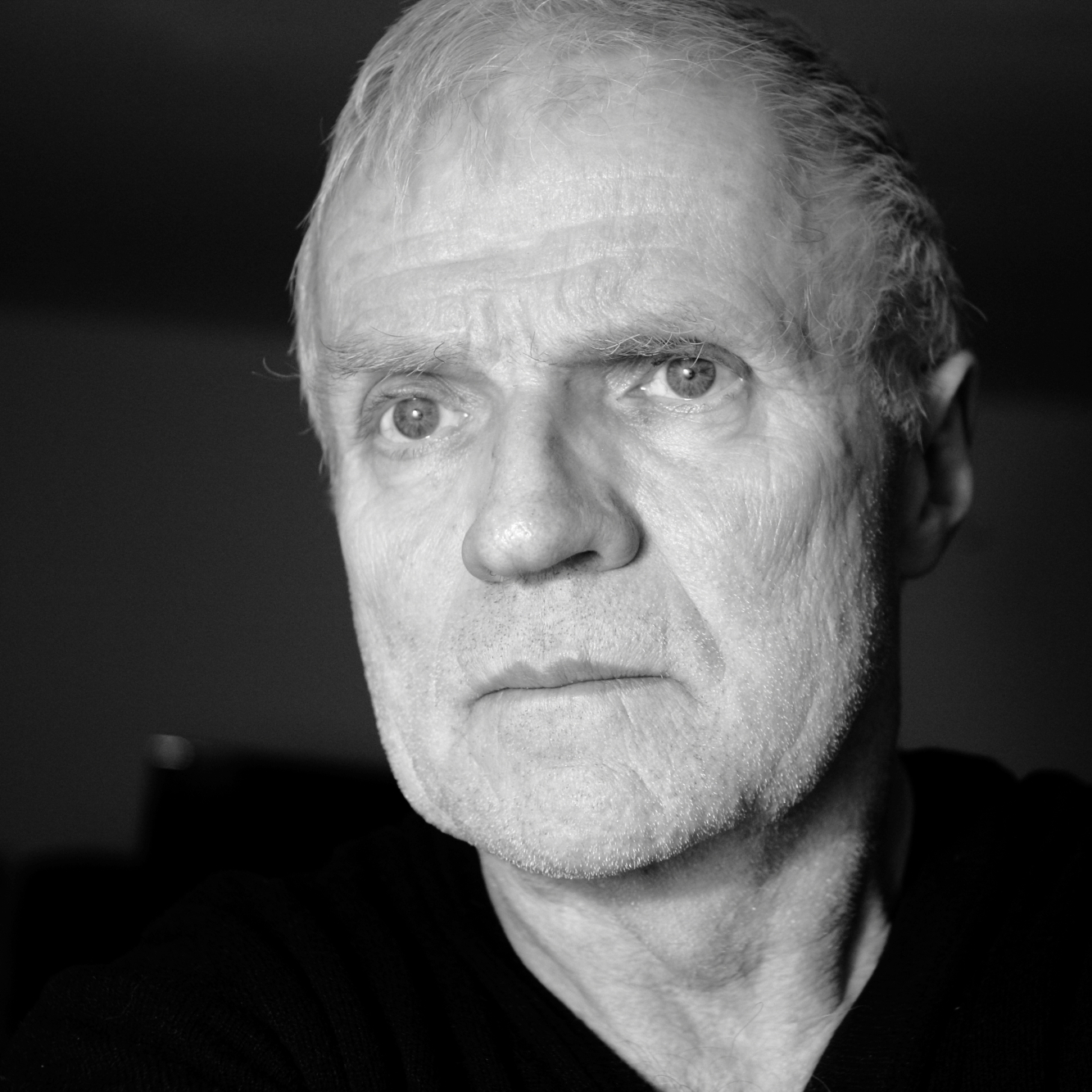
9. Juni: Peter Schreiner
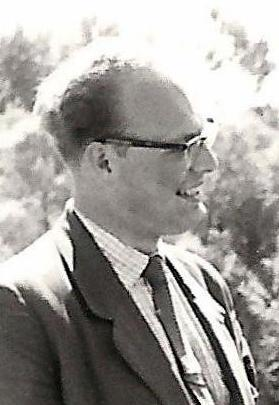
23. Juni: Peter Wiesinger
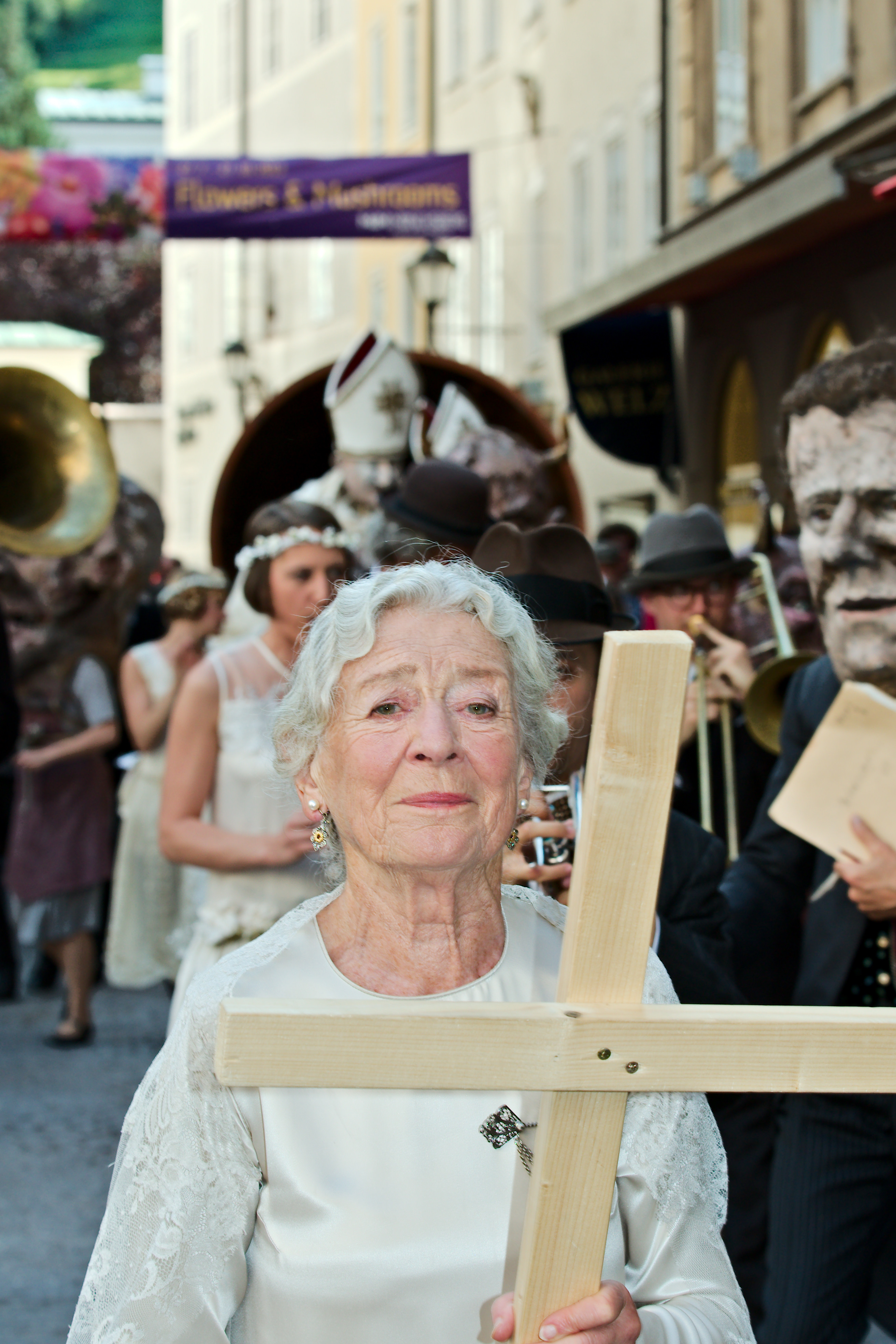
28. Juni: Julia Gschnitzer
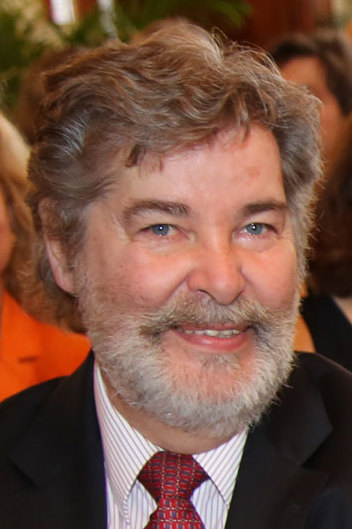
1. Juli: Peter Vitouch
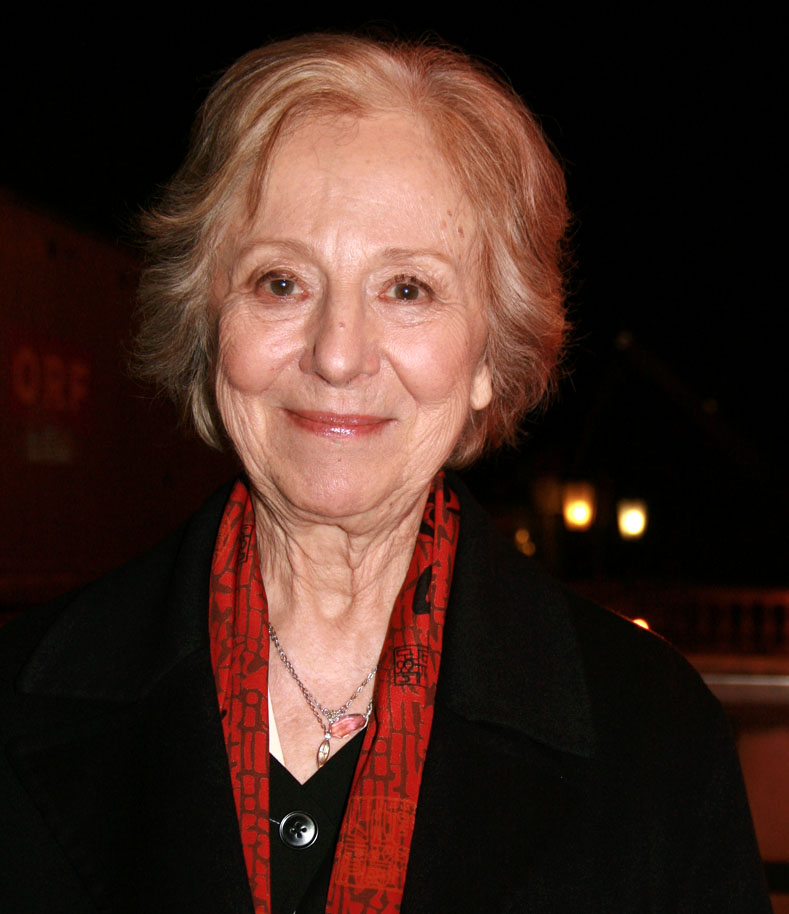
16. Juli: Bibiana Zeller
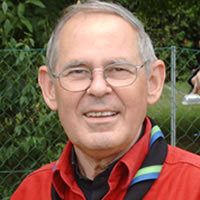
19. Juli: Wolfgang Pucher
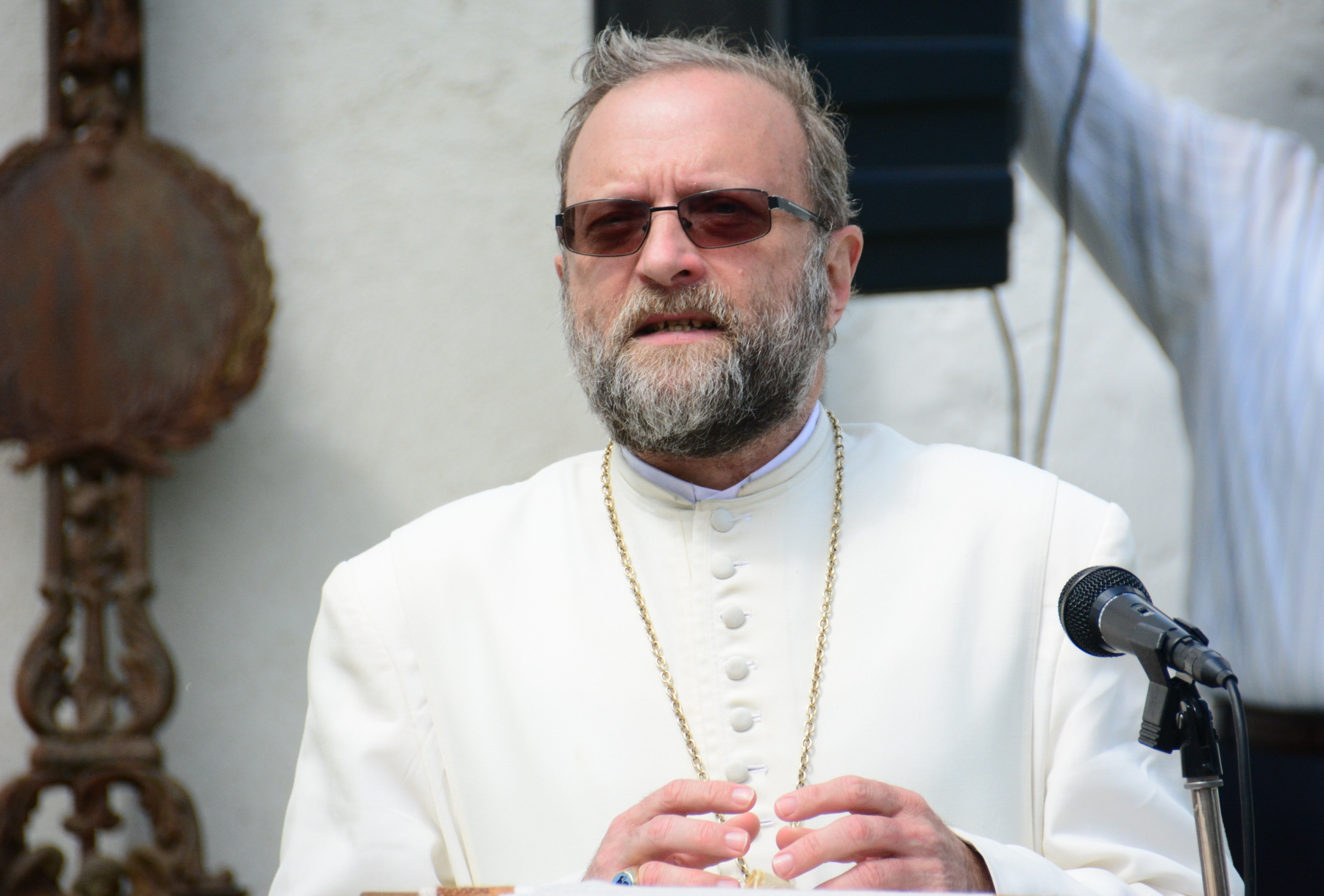
28. Juli: Michael Karl Proházka
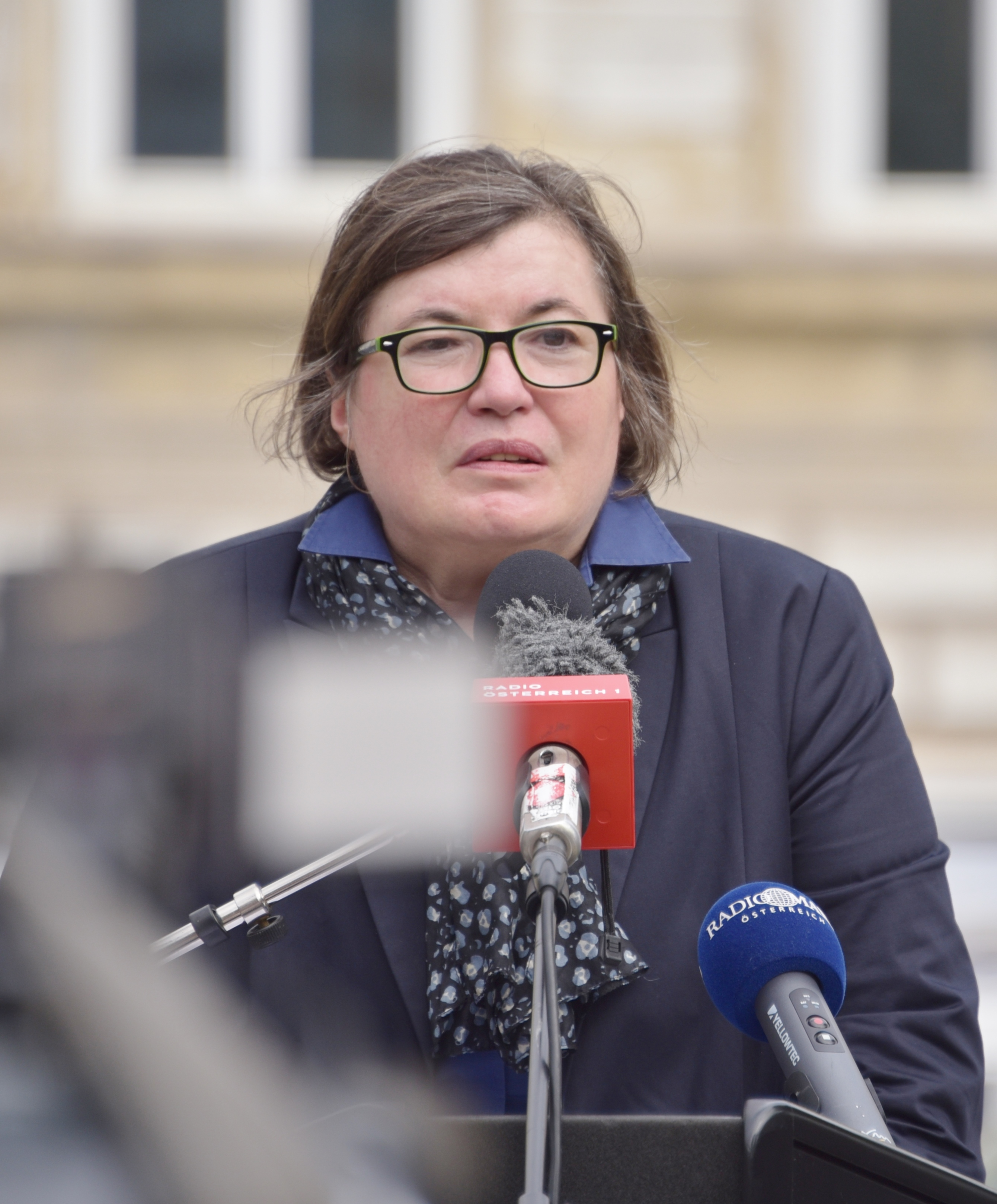
11. August: Heidemarie Uhl
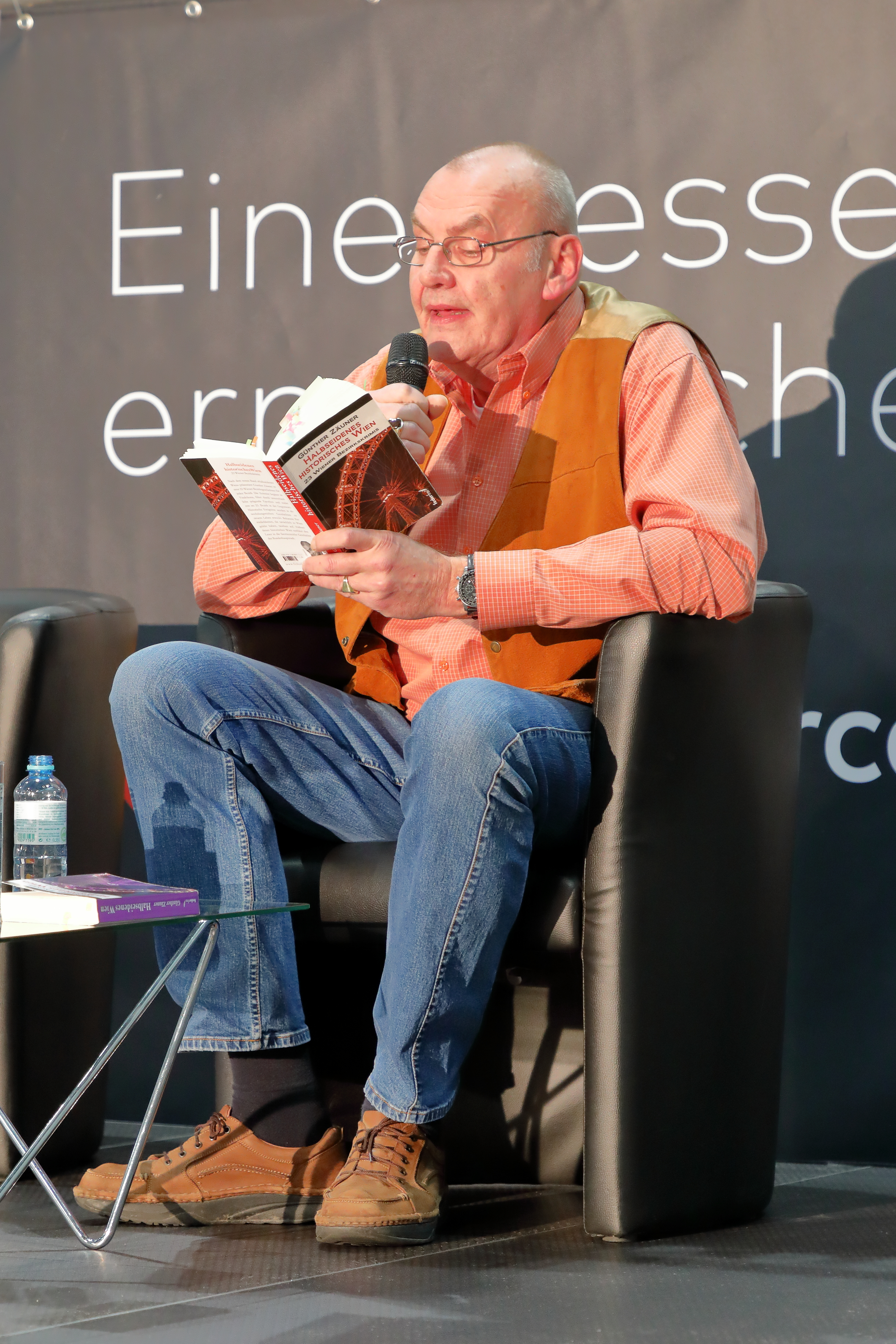
11. August: Günther Zäuner
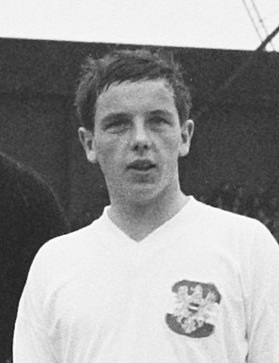
8. September: Leopold Grausam
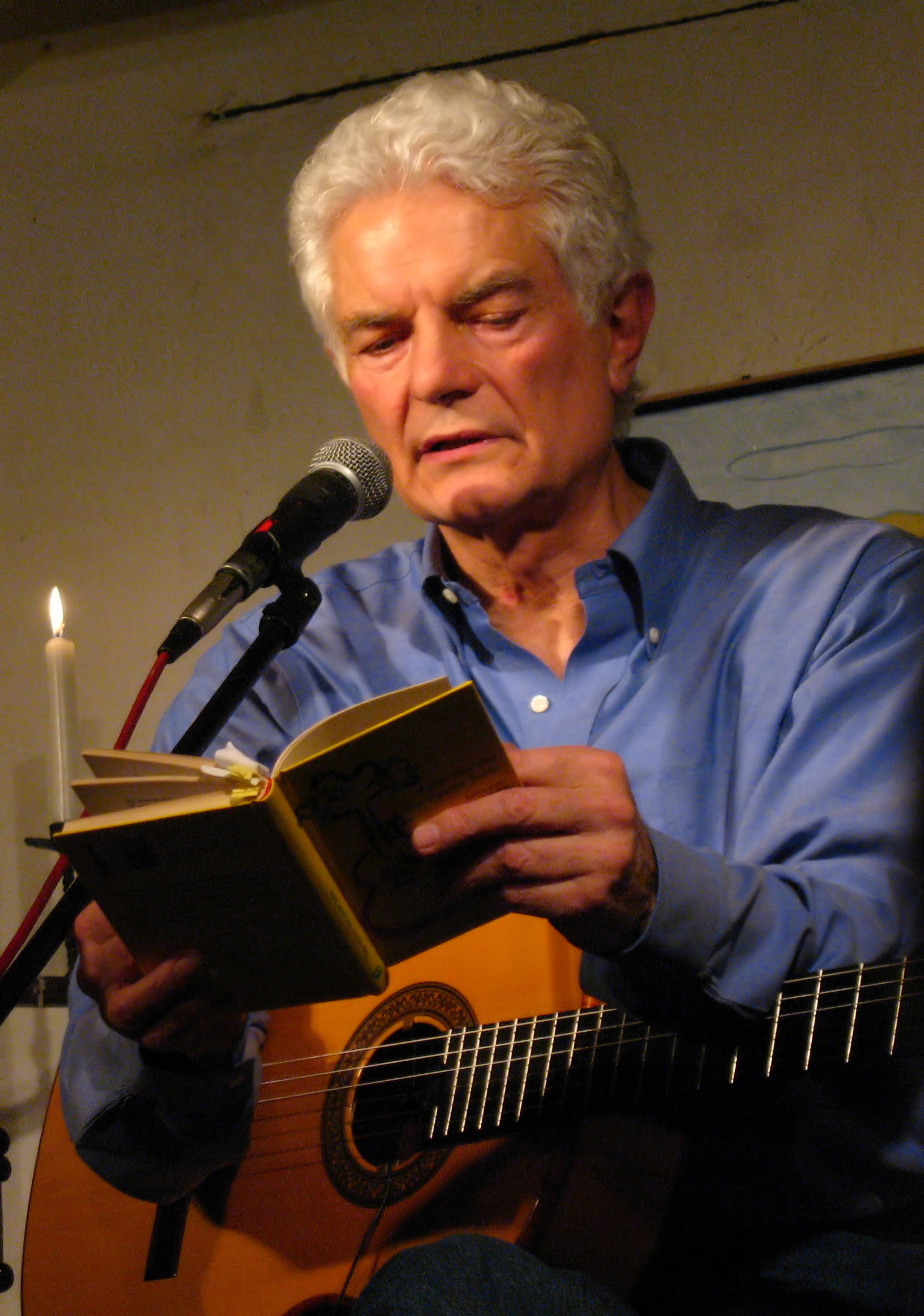
22. September: Peter Horton
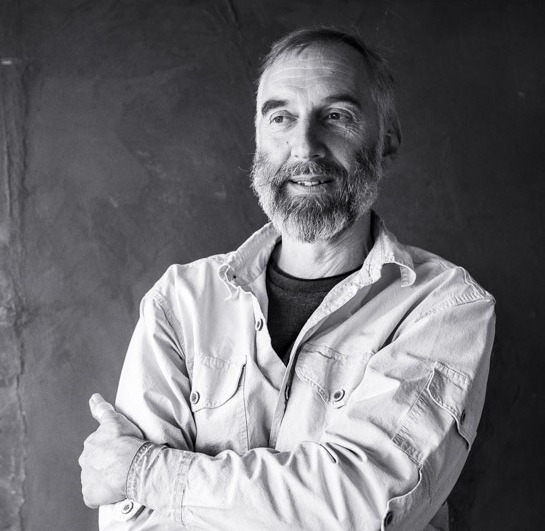
27. September: Wolfgang Hemelmayr
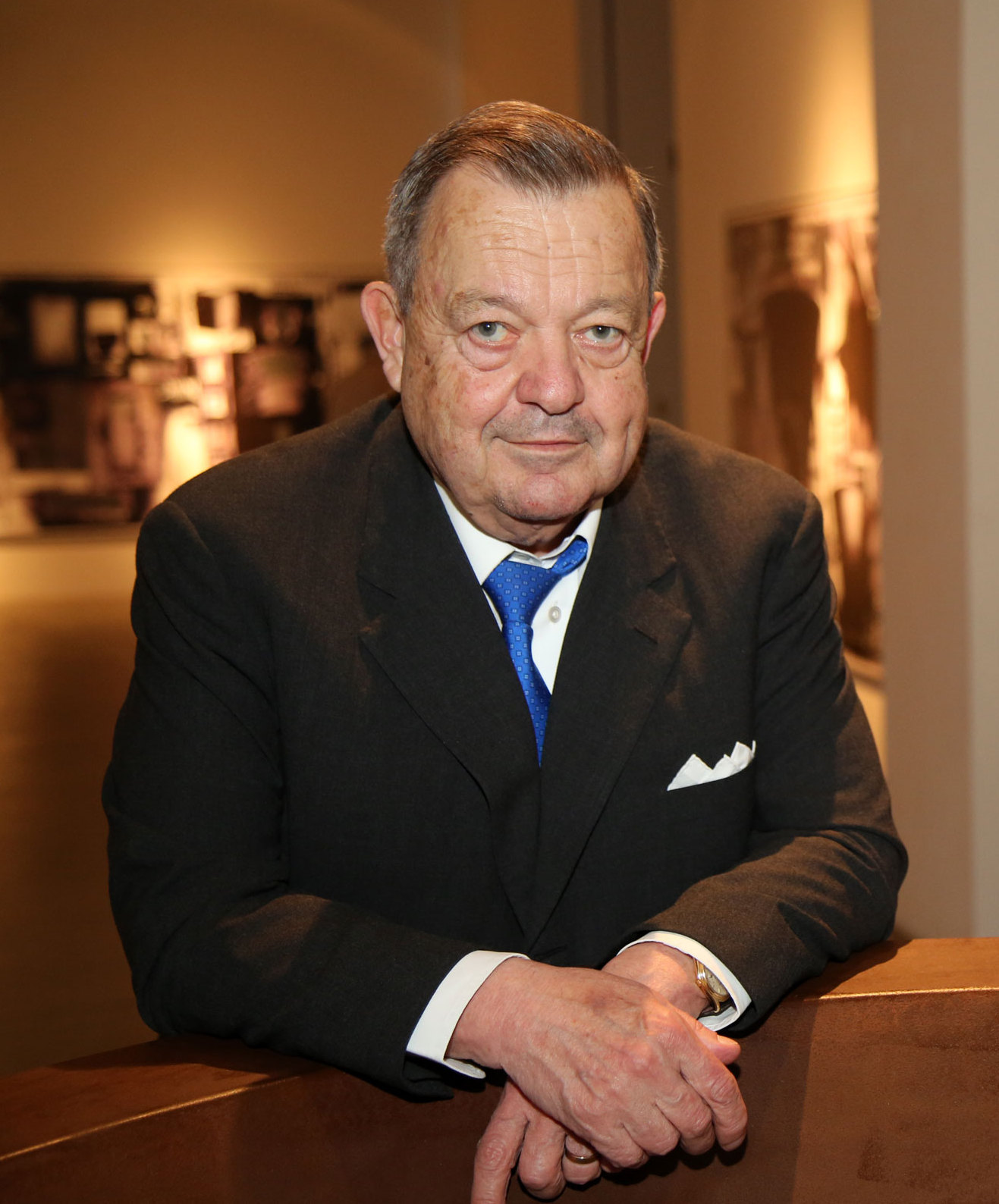
29. September: Herbert W. Liaunig
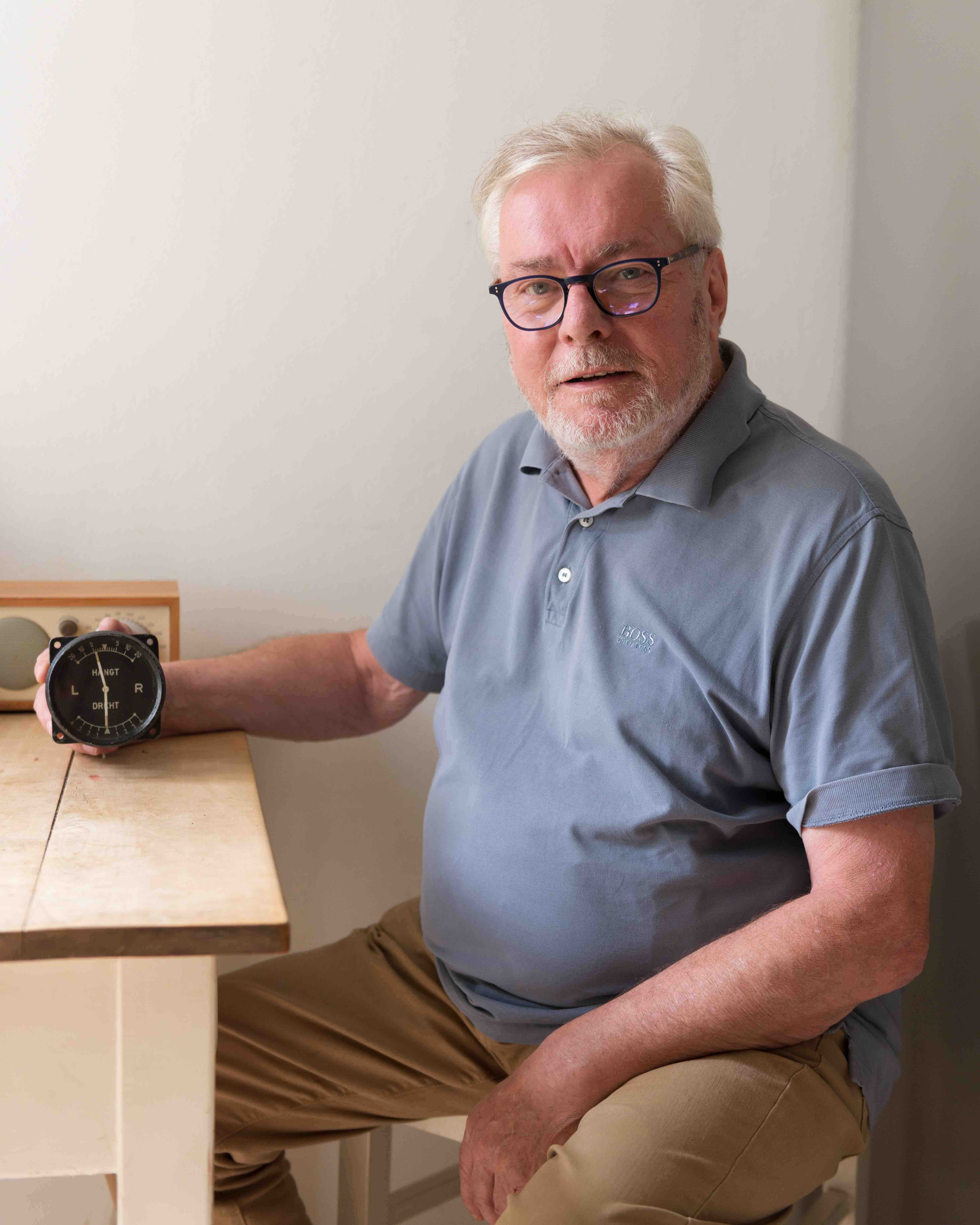
7. Oktober: Kurt Mayer
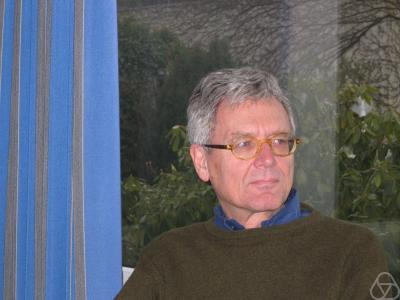
11. Oktober: Martin Aigner
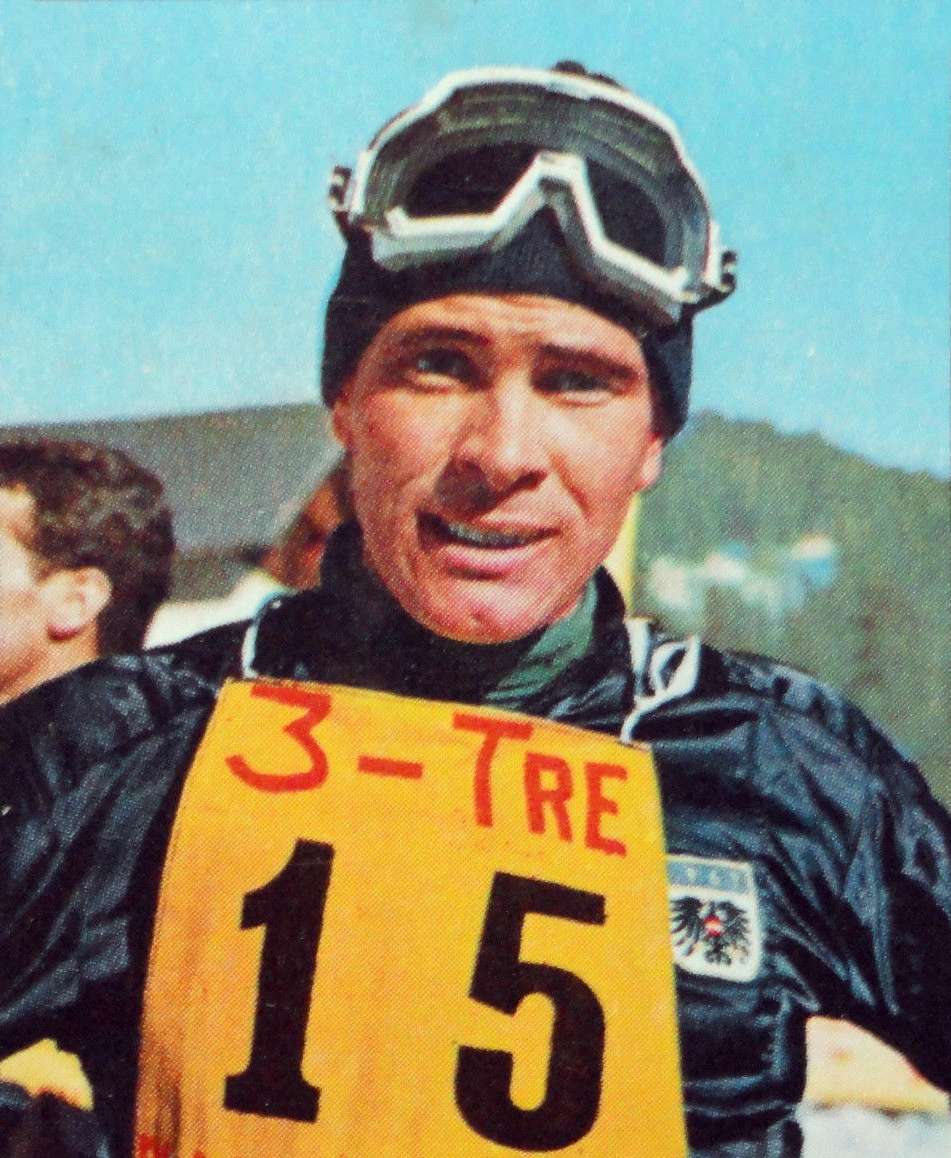
19. Oktober: Heinrich Messner
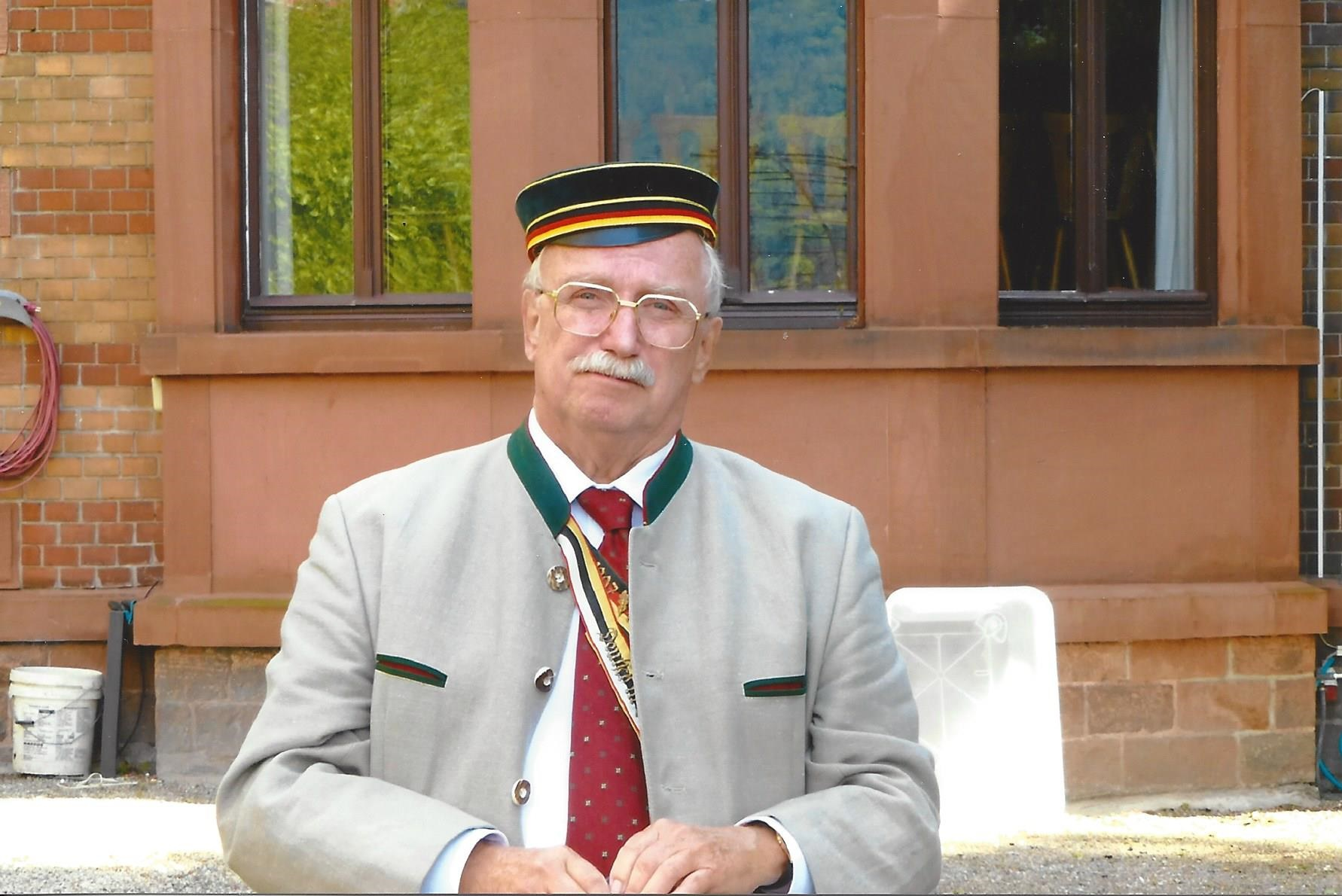
19. Oktober: Harald Seewann
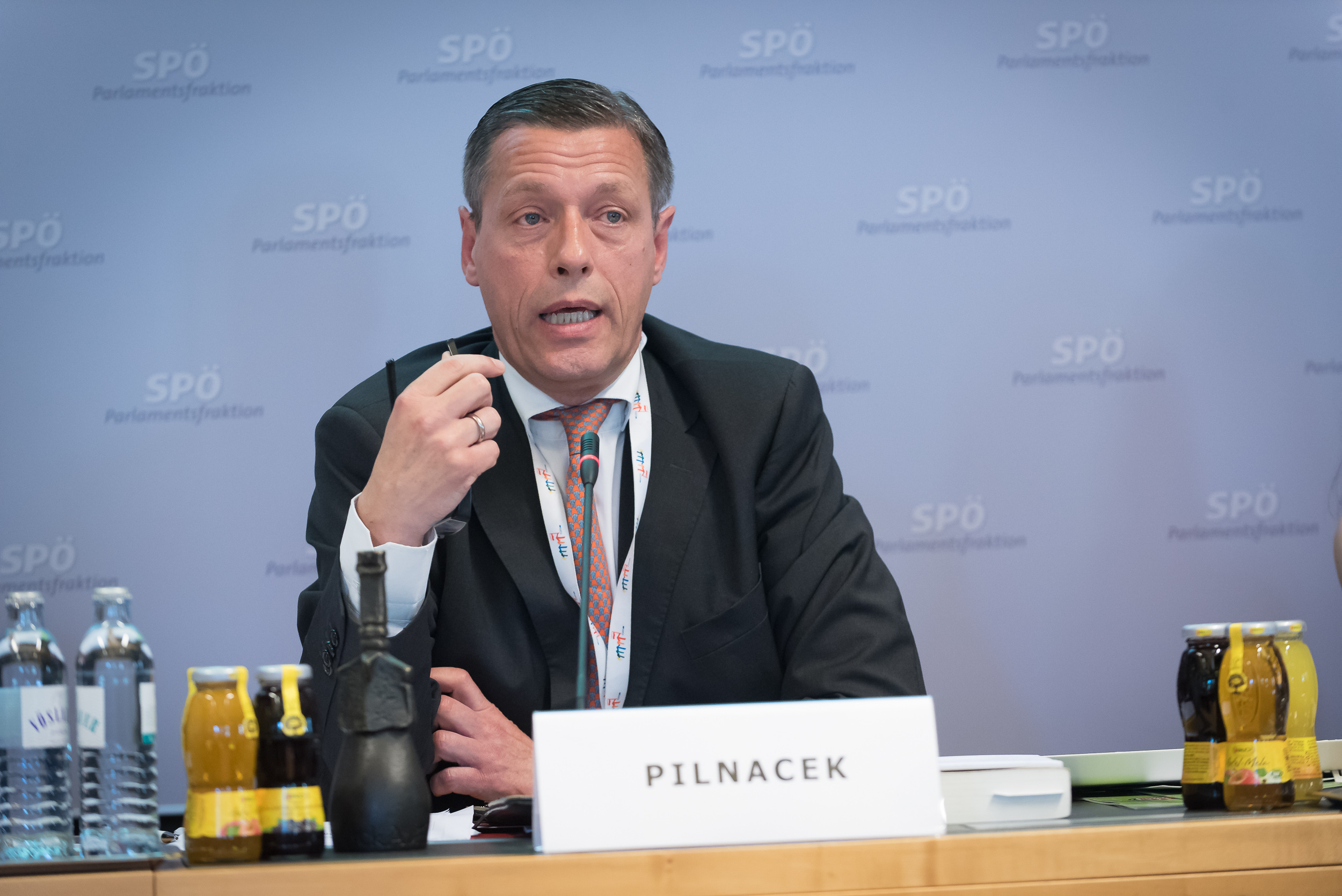
20. Oktober: Christian Pilnacek
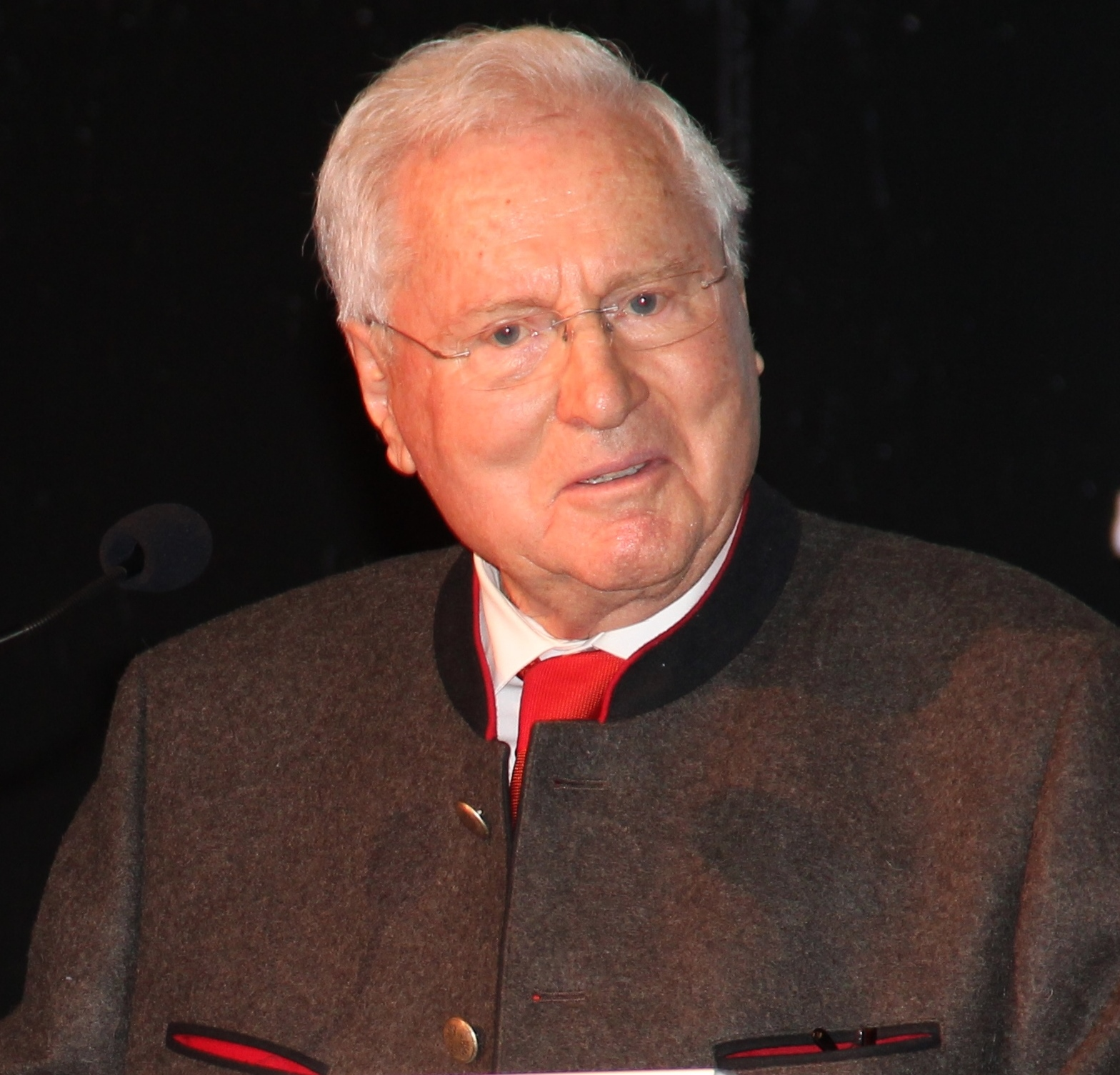
28. Oktober: Helmut Kritzinger
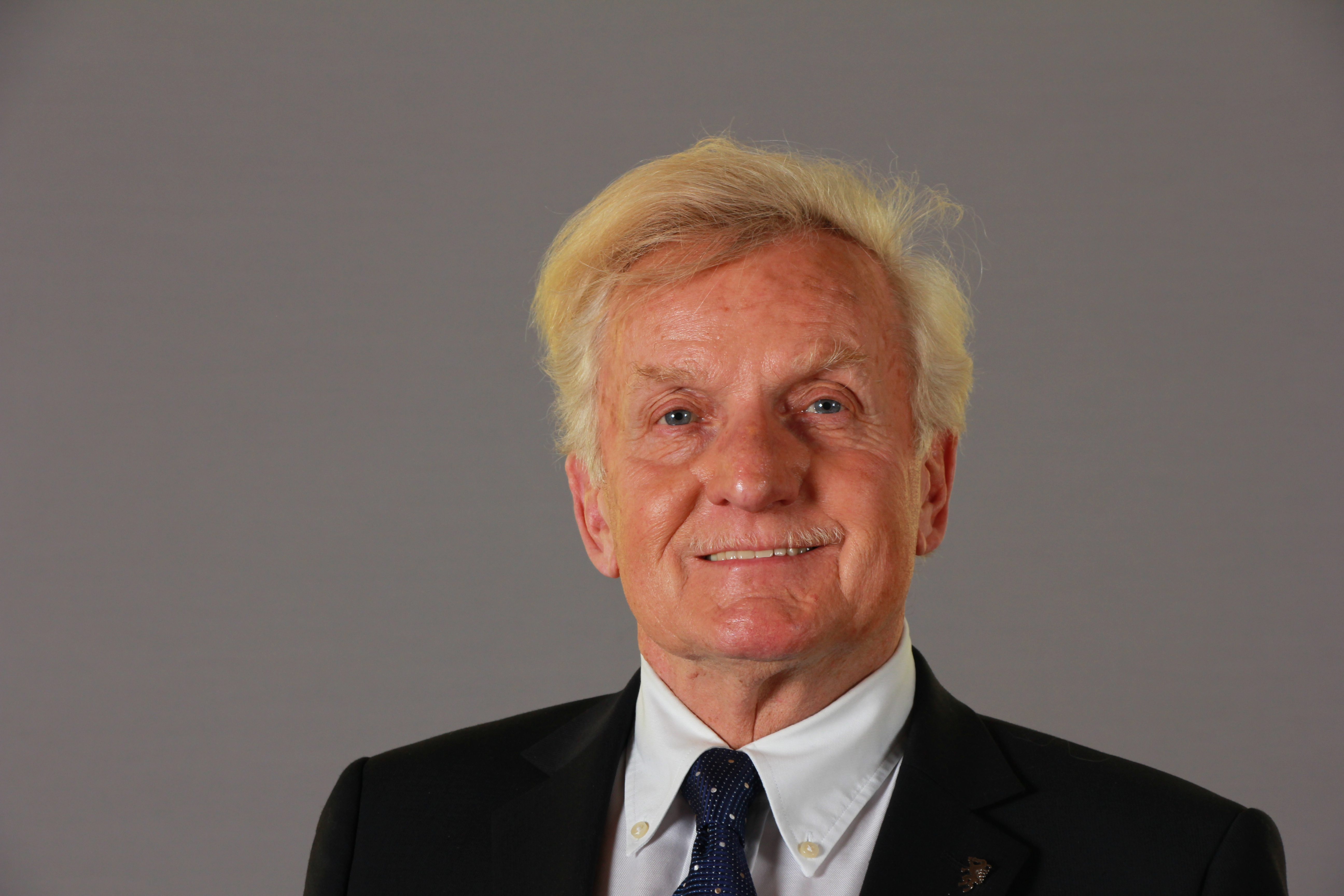
1. November: Gregor Hammerl
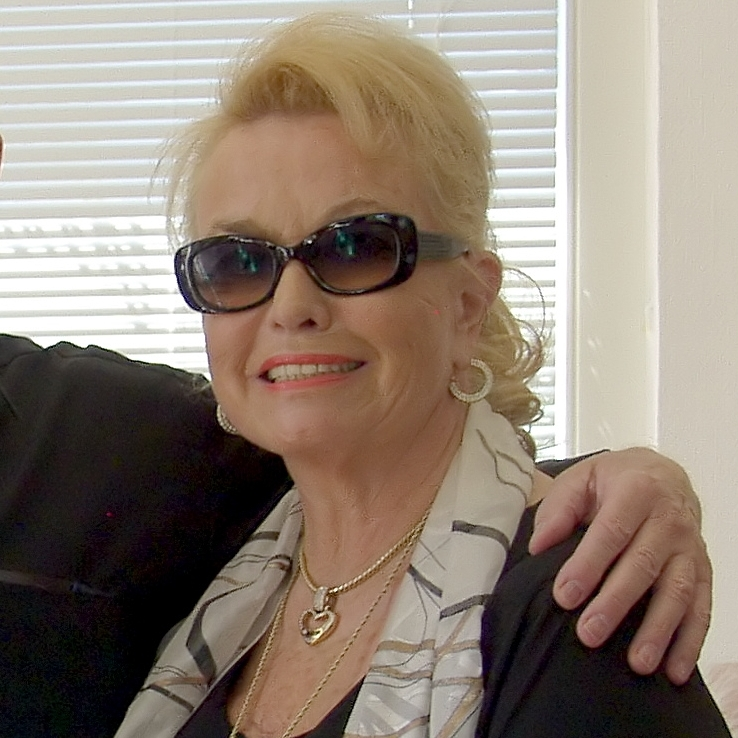
8. November: Hannelore Kramm
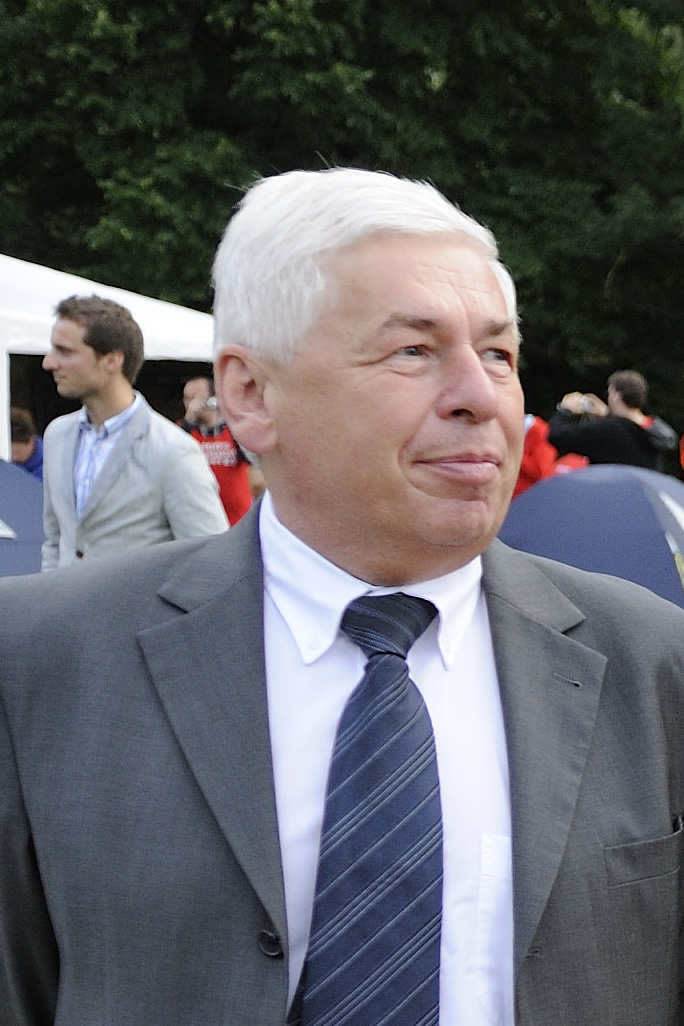
13. November: Hermann Kepplinger
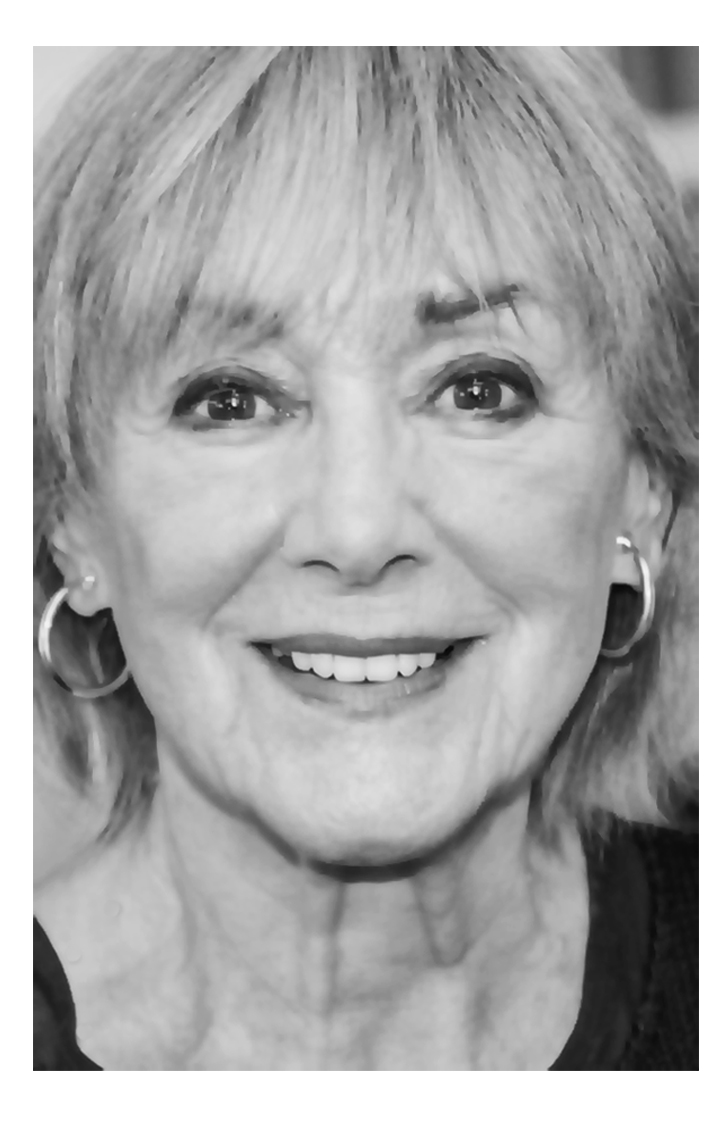
24. November: Heidelinde Weis
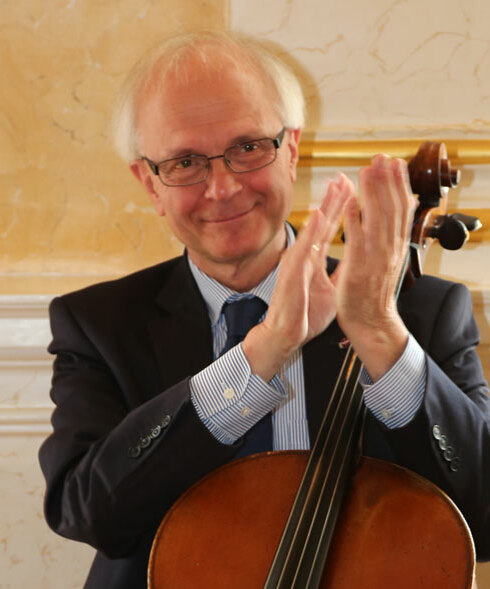
1. Dezember: Franz Bartolomey
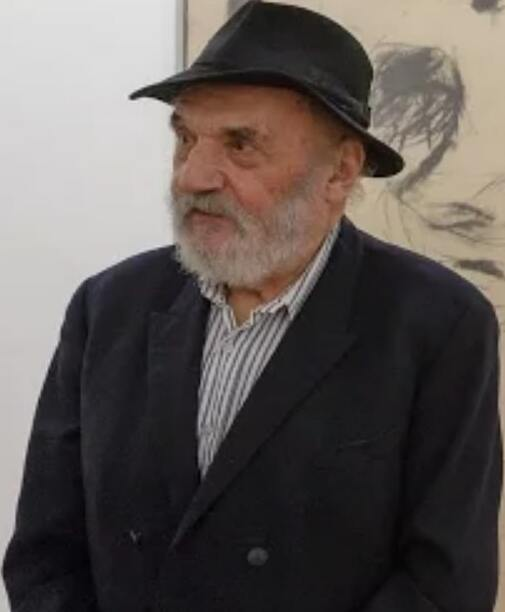
2. Dezember: Wolfgang Hollegha
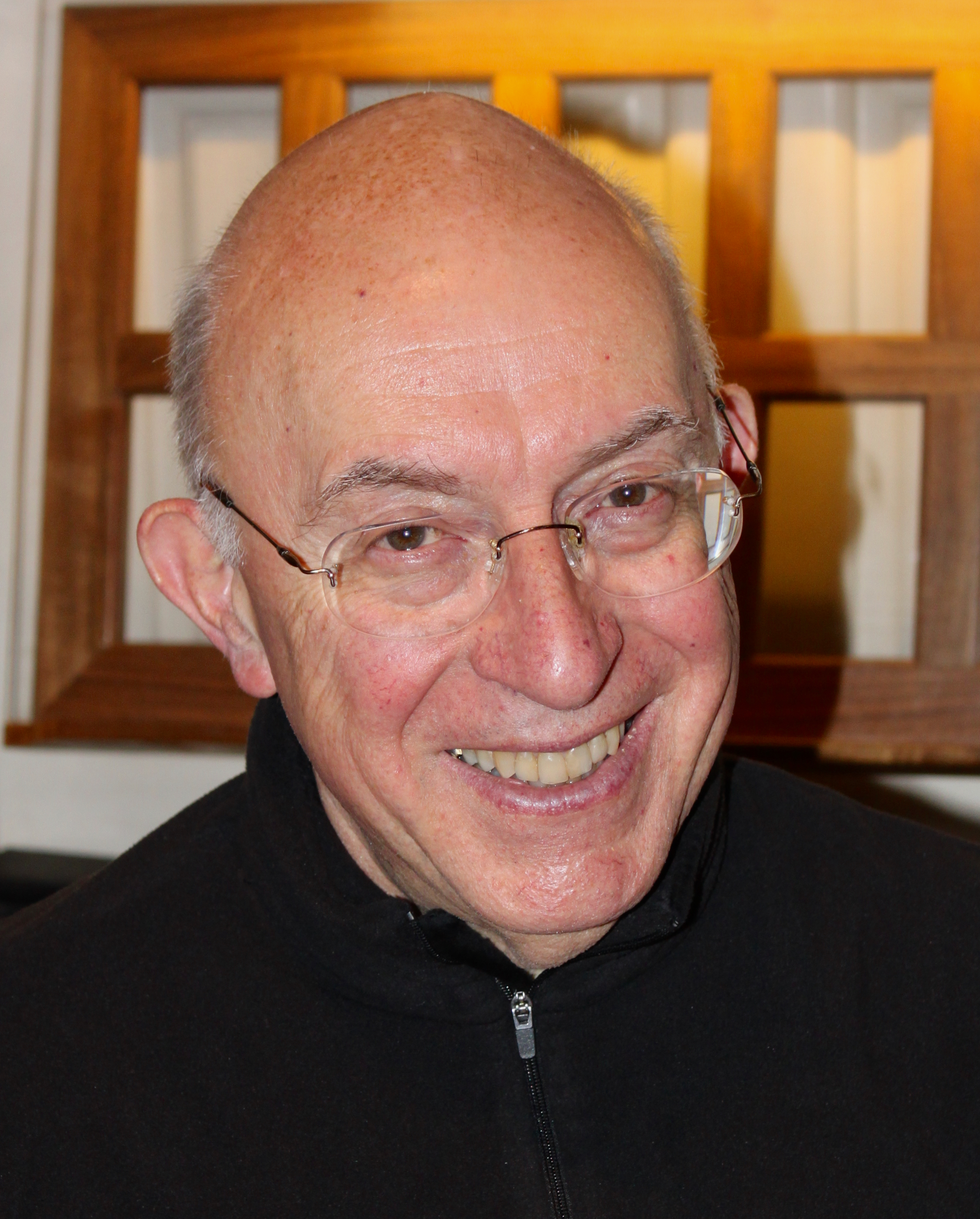
23. Dezember: Michael Radulescu

## Gedenktage
- 28. September: Vor 50 Jahren fand die Geiselnahme in Marchegg statt.[13]
- 29. November: Vor 50 Jahren wird die Fristenregelung vom Nationalrat mit 93 SPÖ-Stimmen gegen 88 Nein-Stimmen von ÖVP und FPÖ verabschiedet[14]
- 14. Dezember: Vor 125 Jahren wird die Volksoper Wien zu Ehren des 50-jährigen Thronjubiläums von Kaiser Franz Joseph I. eröffnet[15]